# Armorial des communes de la Haute-Garonne
- quelques blasons ne sont pas référencés.

Cette page dresse l'ensemble des armoiries (figures et blasonnements) des communes de la Haute-Garonne disposant d'un blason connu à ce jour.
- Haut – A
- B
- C
- D
- E
- F
- G
- H
- I
- J
- K
- L
- M
- N
- O
- P
- Q
- R
- S
- T
- U
- V
- W
- X
- Y
- Z

(1 dessin(s) en attente.V )

## A
| Blason de Aigrefeuille | Blason  | D'azur à trois étoiles d'or, au chef de gueules chargé d'une feuille de houx d'or posée en fasce. |
| Blason de Aigrefeuille | Détails | Armes parlantes (Le nom de la commune provient du latin Acrifolium (Houx)). * Il y a là non-respect de la règle de contrariété des couleurs : ces armes sont fautives (gueules sur azur). Le statut officiel du blason reste à déterminer. |

| Blason de Alan | Blason  | D'argent à trois cyprès de sinople, chacun surmonté d'une étoile d'azur. |
| Blason de Alan | Détails | Le statut officiel du blason reste à déterminer.                         |

| Blason de Albiac | Blason  | D'azur à la bande d'argent accompagnée de deux lions d'or. |
| Blason de Albiac | Détails | Le statut officiel du blason reste à déterminer.           |

| Blason de Argut-Dessous | Blason  | Tiercé en pal de sinople, d'argent et de gueules. |
| Blason de Argut-Dessous | Détails | Le statut officiel du blason reste à déterminer.  |

| Blason de Arnaud-Guilhem | Blason  | Écartelé: aux 1 et 4 de gueules à quatre otelles d'argent adossées en sautoir, au 2 d'or à quatre pals de gueules, au 3 d'azur à une fontaine jaillissante d'argent. |
| Blason de Arnaud-Guilhem | Détails | Adopté (Bulletin municipal No 14, octobre 2017). |

| Blason de Artigue | Blason  | Divisé en chevron : au 1er d'azur à un ganchou [gaffe] d'argent emmanché d'or passé en sautoir avec une hache d'argent emmanchée d'or, au 2d de gueules à quatre otelles d'argent adossées posées en sautoir. Devise / CriVivons la montagne |
| Blason de Artigue | Détails | Le statut officiel du blason reste à déterminer. |

| Blason de Aspet | Blason  | Écartelé: aux 1er et 4e d'azur à la meule de moulin d'argent, au 2e parti au I mi-parti de gueules à quatre otelles d'argent adossées et passées en sautoir et au II d'or à deux vaches de gueules, accornées, colletées et clarinées d'azur, l'une au-dessus de l'autre, au 3e parti au I d'or à deux vaches de gueules, accornées, colletées et clarinées d'azur, contournées et passant l'une au-dessus de l'autre et au II mi-parti de gueules à quatre otelles d'argent adossées et posées en sautoir. |
| Blason de Aspet | Détails | La clé de voûte de la chapelle seigneuriale, qui se trouve derrière le chevet de l'église paroissiale, comporte les armes des Coarraze, qui furent seigneurs d'Aspet au XVe siècle. Raymond-Arnaud de Coarraze décrit ainsi ses armes : « d'or à deux brebis passantes de sinople, accornées et clarinées d'argent, qui était Coarraze, écartelé d'azur à une meule de moulin d'or, chargée de son anille de sable, qui était Aspet ». À la clé de voûte, on voit effectivement les brebis passantes, ainsi que les meules, mais aussi les otelles, qui figurent dans les armes de Comminges. La chapelle gothique date, sûrement, de l'époque des Coarraze. Les brebis passantes sont devenues ensuite vaches, celles-ci étant l'emblème du Béarn. Le statut officiel du blason reste à déterminer. |
| Blason de Aspet | Alias   | D'or au serpent de sable ondoyant en pal. |

| Blason de Aucamville | Blason  | D'argent à l'hôtel de ville du lieu du même couvert de gueules, mouvant des flancs ; au canton dextre du chef écartelé d'or et de gueules à la croix cléchée, vidée et pommetée de douze pièces brochant de l'un en l'autre, et au canton senestre d'or chargé d'une plante de violette de trois pièces au naturel. |
| Blason de Aucamville | Détails | Le statut officiel du blason reste à déterminer. |

| Blason de Auragne | Blason  | Mi-parti d'azur à la fleur de tournesol d'or boutonnée de tenné, et de gueules à la croix cléchée, vidée et pommetée de douze pièces d'or ; à l'inscription "Auragne" en lettres d'or brochant en chef. |
| Blason de Auragne | Détails | Le statut officiel du blason reste à déterminer. |

| Blason de Aureville | Blason  | D'or chapé de gueules.                           |
| Blason de Aureville | Détails | Le statut officiel du blason reste à déterminer. |

| Blason de Auriac-sur-Vendinelle | Blason  | D'argent à douze mouchetures d'hermine ordonnées 5, 4 et 3. |
| Blason de Auriac-sur-Vendinelle | Détails | Le statut officiel du blason reste à déterminer.            |

| Blason de Aurignac | Blason  | De sinople à trois tours d'or rangées en pal.    |
| Blason de Aurignac | Détails | Le statut officiel du blason reste à déterminer. |

| Blason de Ausson | Blason  | D'argent au lion de gueules, à la bordure de sinople chargée de six écussons d'or. |
| Blason de Ausson | Détails | Le statut officiel du blason reste à déterminer.                                   |

| Blason de Aussonne | Blason  | De gueules à l'agneau pascal d'or, brochant sur une hampe du même posée en pal et sommée d'une croix cléchée, vidée et pommetée de douze pièces aussi d'or. |
| Blason de Aussonne | Détails | Le statut officiel du blason reste à déterminer. |

| Blason de Auterive | Blason  | De gueules fretté d'argent de six pièces, au chef cousu d'azur chargé d'une aigle à deux têtes au vol abaissé d'or.                                            |
| Blason de Auterive | Détails | * Il y a là non-respect de la règle de contrariété des couleurs : ces armes sont fautives (azur sur gueules). Le statut officiel du blason reste à déterminer. |

| Blason de Auzas | Blason  | Écartelé : aux 1er et 4e d'azur à la tour d'or ouverte et ajourée de sable, au 2e d'argent à la croix pattée de gueules, au 3e d'argent au lion de gueules. |
| Blason de Auzas | Détails | Le statut officiel du blason reste à déterminer. |

| Blason de Auzeville-Tolosane | Blason  | D'azur à un soleil d'or accompagné en pointe de trois losanges du même. |
| Blason de Auzeville-Tolosane | Détails | Le statut officiel du blason reste à déterminer.                        |
| Blason de Auzeville-Tolosane | Alias   | D'azur à un soleil d'or accompagné en pointe de trois macles du même.   |

| Blason de Auzielle | Blason  | D'argent à trois barres d'azur.                  |
| Blason de Auzielle | Détails | Le statut officiel du blason reste à déterminer. |

| Blason de Avignonet-Lauragais | Blason  | Palé–contre-palé de sinople et d'or de six pièces. |
| Blason de Avignonet-Lauragais | Détails | Le statut officiel du blason reste à déterminer.   |

| Blason de Ayguesvives | Blason  | De gueules à un agneau contourné d'argent surmonté d'une montagne d'or d'où sortent cinq jets d'eau du même, accompagné de trois molettes du troisième. |
| Blason de Ayguesvives | Détails | Le statut officiel du blason reste à déterminer. |

| Blason de Azas | Blason  | D'azur flanqué d'argent.                         |
| Blason de Azas | Détails | Le statut officiel du blason reste à déterminer. |

Pas d'information pour les communes suivantes : Agassac, Aignes, Ambax, Anan (Haute-Garonne), Antichan-de-Frontignes, Antignac (Haute-Garonne), Arbas (Haute-Garonne), Arbon (Haute-Garonne), Ardiège, Arguenos, Arlos, Aspret-Sarrat, Aulon (Haute-Garonne), Auribail, Aurin, Ausseing
- Haut – A
- B
- C
- D
- E
- F
- G
- H
- I
- J
- K
- L
- M
- N
- O
- P
- Q
- R
- S
- T
- U
- V
- W
- X
- Y
- Z

## B
| Blason de Bagnères-de-Luchon | Blason  | D'or à une montagne de sable mouvant du flanc dextre d'où jaillit un jet d'eau d'argent dans une baignoire d'azur, le tout posé sur une terrasse aussi de sable ; au chef parti au premier de gueules chargé de quatre otelles d'argent posées en sautoir et au second d'azur à l'autel votif d'argent chargé sur le dé des inscriptions ILIXIONI DEO V.S.L.M. en lettres capitales romaines de sable. |
| Blason de Bagnères-de-Luchon | Détails | Armes parlantes. (Bagnères/baignoire) Le statut officiel du blason reste à déterminer. |

| Blason de Balma | Blason  | De gueules à la crosse d'or posée en barre, accompagnée d'une mitre d'argent garnie d'or en chef et d'une croix cléchée, vidée et pommetée de douze pièces d'or en pointe. |
| Blason de Balma | Détails | Le statut officiel du blason reste à déterminer. |

| Blason de Barbazan | Blason  | De sinople à trois jets d'eau d'argent issant d'une fontaine à vasque antique d'or posée sur une onde d'argent mouvant de la pointe ; au chef parti de gueules à quatre otelles d'argent adossées posées en sautoir ; et d'azur à la croix d'or. |
| Blason de Barbazan | Détails | Le statut officiel du blason reste à déterminer. |

| Blason de Bax | Blason  | Tiercé en pairle renversé: au 1) de gueules à la croix cléchée, vidée et pommetée de douze pièces d'or, au 2) de sinople à la gerbe de blé d'or, au 3) d'azur à trois burelles ondées d'argent et à l'épée renversée d'or brochante.                                                                 |
| Blason de Bax | Détails | La croix occitane figure dans le blason du département, le blé et la couleur verte évoque l'agriculture, l'épée est l'attribut de saint Ferréol et les ondes symbolisent le Camdeon et l'Aunat qui arrosent la commune. Création de Jean-François Binon adoptée par la municipalité en janvier 2019. |

| Blason de Baziège | Blason  | D'argent à une losange de sable.                 |
| Blason de Baziège | Détails | Le statut officiel du blason reste à déterminer. |

| Blason de Bazus | Blason  | D'argent à trois barres de sable.                |
| Blason de Bazus | Détails | Le statut officiel du blason reste à déterminer. |

| Blason de Beaufort | Blason  | Écartelé : au 1er de sable au chevron d’argent, au 2d de gueules au crosseron d’or, au 3e de gueules au chêne cousu* de sinople, au 4e de France.                                       |
| Blason de Beaufort | Détails | * Ces armes emploient le terme « cousu » dans le seul but de contrevenir à la règle de contrariété des couleurs : elles sont fautives. Le statut officiel du blason reste à déterminer. |

| Blason de Beaumont-sur-Lèze | Blason  | De gueules à la fasce d'or.                      |
| Blason de Beaumont-sur-Lèze | Détails | Le statut officiel du blason reste à déterminer. |

| Blason de Beaupuy | Blason  | D'azur à la cotice partie de sable et d'or, accompagnée d'un moulin à vent d'or, essoré de gueules en chef et d'une croix cléchée, pommetée de douze pièces d'or, remplie de gueules en pointe. |
| Blason de Beaupuy | Détails | Le blason historique de d'Hozier était D'argent à une lettre B capitale d'azur. Sur site Internet de la commune, 2011.                                                                          |

| Blason de Beauteville | Blason  | Taillé cannelé de gueules et d'argent.           |
| Blason de Beauteville | Détails | Le statut officiel du blason reste à déterminer. |

| Blason de Beauzelle | Blason  | D'argent à trois barres, la première d'azur, les deux autres de gueules ; à l'étoile d'or brochant en chef et caudée en barre d'argent à dextre.                             |
| Blason de Beauzelle | Détails | Le blason en alias fut à l'origine attribué par Pierre d'Hozier. La ville exploite quant à elle le blason défini ci-dextre. Le statut officiel du blason reste à déterminer. |
| Blason de Beauzelle | Alias   | D'argent à trois barres de gueules. |

| Blason de Belberaud | Blason  | D'argent au taureau de gueules.                  |
| Blason de Belberaud | Détails | Le statut officiel du blason reste à déterminer. |

| Blason de Belbèze-de-Lauragais | Blason  | Parti d'azur à trois épines d'argent, et d'un écartelé : aux I et IV d'azur à deux poissons d'argent l'un sur l'autre, au II de gueules à trois pommes de pin d'or et au chef cousu* d'azur chargé d'une croix de Malte d'argent, et au III de sable à un rocher d'or ; sur le tout d'or à la fasce de gueules accompagnée de trois trèfles de sinople ; sur le tout du tout de gueules à une tour d'argent. |
| Blason de Belbèze-de-Lauragais | Détails | * Ces armes emploient le terme « cousu » dans le seul but de contrevenir à la règle de contrariété des couleurs : elles sont fautives (azur sur gueules). Le statut officiel du blason reste à déterminer. |

| Blason de Bélesta-en-Lauragais | Blason  | D'argent au chef-bande de gueules.               |
| Blason de Bélesta-en-Lauragais | Détails | Le statut officiel du blason reste à déterminer. |

| Blason de Bessières | Blason  | Palé d'argent et de gueules de six pièces.                                                                      |
| Blason de Bessières | Détails | Le statut officiel du blason reste à déterminer.                                                                |
| Blason de Bessières | Alias   | Palé d'argent et de gueules au rameau de vesces de sinople fleuri d'argent et de gueules, brochant sur le tout. |

| Blason de Blagnac | Blason  | Parti de gueules à l'écusson du même à la croix cléchée, vidée et pommetée de douze pièces d'or, et d'azur à l'écusson lui-même parti de France ancien et de gueules semé de châteaux donjonnés d'or ouverts du champ, à deux clefs adossées et entrelacées d'or brochant sur le tout. |
| Blason de Blagnac | Détails | Le statut officiel du blason reste à déterminer. |

| Blason de Blajan | Blason  | Écartelé: aux 1er et 4e d'or à trois pals de gueules, aux 2e et 3e de sinople au crosseron d'or.                                                                               |
| Blason de Blajan | Détails | Les premiers et quatrièmes quartiers rappellent l'appartenance au Comté de Foix, les deux autres évoquent l'abbaye de Nizors. Le statut officiel du blason reste à déterminer. |

| Blason de Bois-de-la-Pierre | Blason  | Tiercé en pairle: au 1er de gueules à la croix cléchée, vidée et pommetée de douze pièces d'or cantonnée de quatre otelles d'argent ordonnées et posées en sautoir, au 2e d'argent à l'arbre de sinople, au 3e de gueules au rocher isolé d'argent. |
| Blason de Bois-de-la-Pierre | Détails | Le statut officiel du blason reste à déterminer. |

| Blason de Bonrepos-Riquet | Blason  | D'or à deux tourteaux de sable, l'un au-dessus de l'autre. |
| Blason de Bonrepos-Riquet | Détails | Le statut officiel du blason reste à déterminer.           |

| Blason de Bonrepos-sur-Aussonnelle | Blason  | D'argent au sautoir d'azur.                      |
| Blason de Bonrepos-sur-Aussonnelle | Détails | Le statut officiel du blason reste à déterminer. |

| Blason de Born (Le) | Blason  | De sable à la bordure d'or.                      |
| Blason de Born (Le) | Détails | Le statut officiel du blason reste à déterminer. |

| Blason de Bouloc | Blason  | Taillé de gueules au besant d'argent chargé d'une croix cléchée pommetée de douze pièces de sable, et d'or au four à brique de sable surmonté d'une grappe de raisins feuillée du même. |
| Blason de Bouloc | Détails | Le statut officiel du blason reste à déterminer. |

| Blason de Boulogne-sur-Gesse | Blason  | De gueules à l'aigle bicéphale d'argent, au chef cousu de France. |
| Blason de Boulogne-sur-Gesse | Détails | Le statut officiel du blason reste à déterminer.                  |
| Blason de Boulogne-sur-Gesse | Alias   | D'argent aux six tourteaux de gueules ordonnés 2, 2 et 2.         |

| Blason de Bourg-Saint-Bernard | Blason  | D'argent à deux barres de gueules.               |
| Blason de Bourg-Saint-Bernard | Détails | Le statut officiel du blason reste à déterminer. |

| Blason de Boussens | Blason  | Écartelé de gueules à quatre otelles d’argent adossées posées en sautoir ; et de sinople à la porte muraillée d’argent maçonnée et ouverte de sable ; sur le tout coupé d'azur au soleil issant de gueules, et d'argent à trois fasces ondées d'azur. |
| Blason de Boussens | Détails | * Il y a là non-respect de la règle de contrariété des couleurs : ces armes sont fautives (gueules sur azur). Le statut officiel du blason reste à déterminer.                                                                                        |

| Blason de Brax | Blason  | D’azur au château du lieu d’or essoré de gueules et soutenu de deux épis de blé d’or posés en chevron renversé. |
| Blason de Brax | Détails | Le statut officiel du blason reste à déterminer.                                                                |

| Blason de Brignemont | Blason  | D'azur semé d'étoiles d'argent à Saint Michel terrassant le démon, tous d'or et brochant sur le tout. |
| Blason de Brignemont | Détails | Le statut officiel du blason reste à déterminer.                                                      |

| Blason de Bruguières | Blason  | Écartelé d'azur à la croix cléchée, vidée, pommetée de douze pièces d'or, et de gueules à trois bandes d'or. |
| Blason de Bruguières | Détails | Le statut officiel du blason reste à déterminer.                                                             |
| Blason de Bruguières | Alias   | De gueules à trois bandes d'or. Blason de l'Armorial d'Hozier, 1696.                                         |

| Blason de Burgalays | Blason  | Écartelé au 1er d’or au petit bois de hêtres de sinople sur une motte isolée au naturel, au 2d d’azur à Saint André d’argent habillé d’or brochant sur sa croix du même, soutenu de deux tours crénelées de quatre pièces aussi d’or ouvertes, ajourées et maçonnées de sable, au 3e d’azur à la cotice ondée en barre, abaissée à senestre, d’argent, au moulin à eau couvert d’or maçonné de sable brochant au 4e) d’or à l’ours en pied au naturel armé d’argent. |
| Blason de Burgalays | Détails | Le statut officiel du blason reste à déterminer. |

| Blason de Burgaud (Le) | Blason  | D’azur au lion d’or, à la filière du même.       |
| Blason de Burgaud (Le) | Détails | Le statut officiel du blason reste à déterminer. |

| Blason de Buzet-sur-Tarn | Blason  | De gueules à un oiseau essorant d'or posé sur une terrasse de sinople tenant de sa patte dextre une plante ou feuille du même et la becquetant, au chef de France. |
| Blason de Buzet-sur-Tarn | Détails | * Il y a là non-respect de la règle de contrariété des couleurs : ces armes sont fautives (sinople sur gueules). Le statut officiel du blason reste à déterminer.  |

Pas d'information pour les communes suivantes : Bachas, Bachos, Bagiry, Balesta, Baren (Haute-Garonne), Beauchalot, Beauville (Haute-Garonne), Belbèze-en-Comminges, Bellegarde-Sainte-Marie, Bellesserre, Benque, Benque-Dessous-et-Dessus, Bérat (Haute-Garonne), Bezins-Garraux, Billière (Haute-Garonne), Binos, Boissède, Bondigoux, Bordes-de-Rivière, Boudrac, Bourg-d'Oueil, Boussan, Boutx, Bouzin, Bragayrac, Bretx
- Haut – A
- B
- C
- D
- E
- F
- G
- H
- I
- J
- K
- L
- M
- N
- O
- P
- Q
- R
- S
- T
- U
- V
- W
- X
- Y
- Z

## C
| Blason de Cabanac-Séguenville | Blason  | Écartelé en sautoir : au 1er de gueules au chêne d'or englanté de sinople, au 2e d'azur à la lettre C capitale d'or, au 3e d'azur à la lettre S capitale d'or, au 4e de gueules à deux tournesols au naturel tigés et feuillés de sinople* à dextre, celui de dextre plus court et brochant en partie sur celui de senestre, senestrés de deux épis de blé feuillés d'or penchés à senestre et rangés en bande. |
| Blason de Cabanac-Séguenville | Détails | * Il y a là non-respect de la règle de contrariété des couleurs : ces armes sont fautives (si les tournesols sont "au naturel", alors leurs tiges sont naturellement de sinople et l'enquerre est annulée. Sinon, les armes sont fautives). Le statut officiel du blason reste à déterminer. |

| Blason de Cabanial (Le) | Blason  | D'azur à la croix ancrée d'argent cantonnée de quatre losanges du même. |
| Blason de Cabanial (Le) | Détails | Le statut officiel du blason reste à déterminer.                        |

| Blason de Cadours | Blason  | Écartelé : au 1er de gueules à une rivière d'argent ondée de sinople, au 2d d'azur à un château d'argent, au 3e de France, au 4e de gueules à la lettre C capitale d'or. |
| Blason de Cadours | Détails | Le statut officiel du blason reste à déterminer. |

| Blason de Caignac | Blason  | D'or à deux bandes de sinople, au chef du même.  |
| Blason de Caignac | Détails | Le statut officiel du blason reste à déterminer. |

| Blason de Calmont | Blason  | De sinople à une billette vidée d'argent.        |
| Blason de Calmont | Détails | Le statut officiel du blason reste à déterminer. |

| Blason de Cambernard | Blason  | D'or à une tour crénelée de cinq pièces de gueules maçonnée, ouverte et ajourée de sable, accompagnée en chef de deux écussons du second, celui de dextre chargé de quatre otelles d’argent posées en sautoir ; celui de senestre chargé de la croix de Malte du même. |
| Blason de Cambernard | Détails | Le statut officiel du blason reste à déterminer. |

| Blason de Capens | Blason  | D'argent à deux tours de gueules, au chef ondé d'azur chargé d'une cloche du champ bataillée de sable. |
| Blason de Capens | Détails | Le statut officiel du blason reste à déterminer.                                                       |

| Blason de Caragoudes | Blason  | De sinople à la « Torche de la Liberté éclairant le Monde » tenue par une main d'or, accompagnée en chef de deux moulins du même et en pointe d'un mont de trois coupeaux d'or traversé par une burelle ondée d'azur ; à la roue de moulin de sable brochant sur le mont. |
| Blason de Caragoudes | Détails | Création Bernard Velay. Présenté le 21 janvier 2018. |

| Blason de Caraman | Blason  | Coupé: au 1er d'or à une tête de front de carnation, au 2e d'azur à une main dextre d'argent posée en pal.                          |
| Blason de Caraman | Détails | Armes parlantes. (calembour : cara = visage en espagnol et -man renvoie à la main) Le statut officiel du blason reste à déterminer. |

| Blason de Carbonne | Blason  | De France plain. |
| Blason de Carbonne | Détails | Rien ne justifie le port par cette ville des pleines armes de France, aussi celles-ci sont à considérer avec recul. |

| Blason de Cardeilhac | Blason  | D'azur au chardon au naturel fleuri de trois pièces de pourpre; à la bordure d'or chargée de huit rocs d'échiquier de sable. |
| Blason de Cardeilhac | Détails | Le statut officiel du blason reste à déterminer.                                                                             |

| Blason de Cassagnabère-Tournas | Blason  | Coupé d'or à un chêne de sinople, et d'azur plain.                |
| Blason de Cassagnabère-Tournas | Détails | Armes parlantes. Le statut officiel du blason reste à déterminer. |

| Blason de Cassagne | Blason  | D’argent au chêne au naturel.                                     |
| Blason de Cassagne | Détails | Armes parlantes. Le statut officiel du blason reste à déterminer. |

| Blason de Castanet-Tolosan | Blason  | De gueules au chef-pal d'argent.                 |
| Blason de Castanet-Tolosan | Détails | Le statut officiel du blason reste à déterminer. |

| Blason de Castelginest | Blason  | Écartelé : au 1er d'azur au pont et au château de gueules*, aux 2d et 3e d'or plain, au 4e d'azur aux genêts d'or; sur le tout, d'or à trois barres de sable.                   |
| Blason de Castelginest | Détails | Armes parlantes. * Il y a là non-respect de la règle de contrariété des couleurs : ces armes sont fautives (gueules sur azur). Le statut officiel du blason reste à déterminer. |
| Blason de Castelginest | Alias   | D'or à trois barres de sable. Blason de 1696. |

| Blason de Castelmaurou | Blason  | D'or au pal ondé de sable. |
| Blason de Castelmaurou | Détails | Le statut officiel du blason reste à déterminer. |
| Blason de Castelmaurou | Alias   | Écartelé d'un barré d'or et d'argent de huit pièces, et d'or plain ; à la tour d'argent ouverte, chargée d'une croix cléchée et pommetée de gueules soutenue de deux clés de sable passées en sautoir, brochant en abîme sur le tout. |

| Blason de Castelnau-d'Estrétefonds | Blason  | De sinople à deux fasces d'or.                   |
| Blason de Castelnau-d'Estrétefonds | Détails | Le statut officiel du blason reste à déterminer. |

| Blason de Castéra (Le) | Blason  | D'azur au lion d'or armé et lampassé d'argent, au chef cousu* de gueules chargé de trois besants d'or[réf. nécessaire].                                                                                    |
| Blason de Castéra (Le) | Détails | * Ces armes emploient le terme « cousu » dans le seul but de contrevenir à la règle de contrariété des couleurs : elles sont fautives (gueules sur azur). Le statut officiel du blason reste à déterminer. |

| Blason de Castéra-Vignoles | Blason  | D'azur à trois grappes de raisin pamprées d'argent ; à la bordure crénelée d'or. |
| Blason de Castéra-Vignoles | Détails | Armes parlantes. (vigne) Adopté en 2015.                                         |

| Blason de Caujac | Blason  | Écartelé : aux 1er et 4e d'azur à la bande d'argent, au 2e de gueules à une gerbe de blé d'or, au 3e de gueules à la croix cléchée, vidée et pommetée de douze pièces d'or. |
| Blason de Caujac | Détails | Le statut officiel du blason reste à déterminer. |

| Blason de Cazac | Blason  | Parti: au 1er d’azur à la maison d'or ouverte et ajourée de sable, au 2e d'argent au tournesol au naturel tigé et feuillé de sinople; le tout sommé d'un chef de gueules chargé d'une croix cléchée, vidée et pommetée de douze pièces d'or, cantonnée de quatre otelles d'argent ordonnées en sautoir. |
| Blason de Cazac | Détails | Le statut officiel du blason reste à déterminer. |

| Blason de Cazaril-Tambourès | Blason  | Écartelé d'argent au lion de gueules armé et lampassé d'azur, et de sinople au crosseron d'or. |
| Blason de Cazaril-Tambourès | Détails | Le statut officiel du blason reste à déterminer.                                               |

| Blason de Cazères | Blason  | Parti: au 1er d'azur à trois fleurs de lis d'or, au 2e de gueules à deux levrons d'argent passant l'un au-dessus de l'autre. |
| Blason de Cazères | Détails | Le statut officiel du blason reste à déterminer.                                                                             |

| Blason de Cépet | Blason  | Tiercé en pairle renversé : au 1er d'azur à une tour d'argent ouverte et maçonnée de sable, surmontée d'une étoile d'or ; au 2d d'or à un gril de gueules, au 3e de gueules à une croix cléchée, vidée et pommetée de douze pièces d'or[réf. nécessaire]. |
| Blason de Cépet | Détails | Le statut officiel du blason reste à déterminer. |

| Blason de Chaum | Blason  | D'argent à la bande de gueules, accompagnée en chef d'un écusson du même à quatre otelles du champ adossées et posées en sautoir, et, en pointe, d'une coquille de sable. |
| Blason de Chaum | Détails | Le statut officiel du blason reste à déterminer. |

| Blason de Ciadoux | Blason  | Écartelé de gueules plain, d'azur au lion d'or, d'or plain, et de gueules à la croix d'or. |
| Blason de Ciadoux | Détails | Le statut officiel du blason reste à déterminer.                                           |

| Blason de Cierp-Gaud | Blason  | Tiercé en bande de sable, d'or et d'azur.                         |
| Blason de Cierp-Gaud | Détails | Blason de Cierp. Le statut officiel du blason reste à déterminer. |
| Blason de Cierp-Gaud | Alias   | Taillé de gueules et de sinople. Blason de Gaud.                  |

| Blason de Cintegabelle | Blason  | D'azur à une gerbe de blé d'or, au chef cousu de gueules chargé de trois étoiles aussi d'or. |
| Blason de Cintegabelle | Détails | * Ces armes emploient le terme « cousu » dans le seul but de contrevenir à la règle de contrariété des couleurs : elles sont fautives (gueules sur azur). Le statut officiel du blason reste à déterminer. |

| Blason de Clermont-le-Fort | Blason  | De sinople à la fasce d'or accompagnée de deux losanges du même, une en chef et une en pointe. |
| Blason de Clermont-le-Fort | Détails | Ce blason fut attribué à la ville de 'Clermont' lors du recensement de Charles d'Hozier et enregistré au bureau d'Alet. Il a donc été probablement initialement attribué à Clermont-sur-Lauquet (Aude), et non pas à Clermont-le-Fort. Le statut officiel du blason reste à déterminer. |

| Blason de Colomiers | Blason  | Écartelé : au 1er d'azur à une tour d'argent, au 2d d'azur au lion d'argent, au 3e de gueules à un taureau furieux d'or, au 4e de gueules à la croix cléchée, vidée et pommetée de douze pièces d'or. |
| Blason de Colomiers | Détails | Le statut officiel du blason reste à déterminer. |

| Blason de Cornebarrieu | Blason  | D'azur à trois fusées accolées en fasce d'argent, accompagnées en chef d'un lambel de quatre pendants du même. |
| Blason de Cornebarrieu | Détails | Le statut officiel du blason reste à déterminer.                                                               |

| Blason de Corronsac | Blason  | De sinople à une étoile d'or.                    |
| Blason de Corronsac | Détails | Le statut officiel du blason reste à déterminer. |

| Blason de Cox | Blason  | Écartelé : au 1er de gueules à la croix cléchée, vidée et pommetée de douze pièces d'or, au 2e d'argent à deux clés de sable passées en sautoir, au 3e à l'écuelle et à l'oule (poteries) au naturel, l'une au-dessus de l'autre, au 4e de sinople à l'épi de blé tigé et feuillé d'or. |
| Blason de Cox | Détails | Armoiries composée par Jean-François Binon, adoptées le 9 mars 2018. |

| Blason de Cugnaux | Blason  | Coupé d'argent à dix vergettes de sable, à un rameau d'olivier de sinople brochant ; et d'azur à trois coins d'or. |
| Blason de Cugnaux | Détails | Le statut officiel du blason reste à déterminer.                                                                   |

Pas d'information pour les communes suivantes : Cabanac-Cazaux, Cambiac, Canens, Castagnac, Castagnède (Haute-Garonne), Castelbiague, Castelgaillard, Castelnau-Picampeau, Casties-Labrande, Castillon-de-Larboust, Castillon-de-Saint-Martory, Cathervielle, Caubiac, Caubous (Haute-Garonne), Cazarilh-Laspènes, Cazaunous, Cazaux-Layrisse, Cazeneuve-Montaut, Cessales, Charlas, Chein-Dessus, Cier-de-Luchon, Cier-de-Rivière, Cirès, Clarac (Haute-Garonne), Coueilles, Couladère, Couret, Cuguron, Le Cuing
- Haut – A
- B
- C
- D
- E
- F
- G
- H
- I
- J
- K
- L
- M
- N
- O
- P
- Q
- R
- S
- T
- U
- V
- W
- X
- Y
- Z

## D
| Blason de Daux | Blason  | D'azur à trois tours d'argent, surmontées de trois fleurs de lys d'or rangées en chef. |
| Blason de Daux | Détails | Le statut officiel du blason reste à déterminer.                                       |

| Blason de Donneville | Blason  | D'azur à la croix cléchée et pommetée de douze pièces d'or remplie de gueules et accompagnée de deux épis de blé aussi d'or à la tige recourbée vers la pointe. |
| Blason de Donneville | Détails | Le statut officiel du blason reste à déterminer. |

| Blason de Drémil-Lafage | Blason  | De sable à trois cosses de millet d'or, celle du milieu ayant la pointe en bas. |
| Blason de Drémil-Lafage | Détails | Le statut officiel du blason reste à déterminer.                                |

Pas d'information pour les communes suivantes : Deyme, Drudas
- Haut – A
- B
- C
- D
- E
- F
- G
- H
- I
- J
- K
- L
- M
- N
- O
- P
- Q
- R
- S
- T
- U
- V
- W
- X
- Y
- Z

## E
| Blason de Eaunes | Blason  | Parti d’azur à la clé, l'anneau en tiercefeuille, renversée et contournée d’or ; et d’argent à l'aigle arrêtée en pointe accompagnée de deux billettes rangées en chef, le tout d'or. |
| Blason de Eaunes | Détails | Les armes actuelles de la commune ont été amoindries (simplifiées et modifiées) à partir de celles de Noble Louis de Gayrard, premier maire d'Eaunes en 1777, dont les armes de famille sont gravées à gauche de la statue d'Henri IV dans la cour intérieure du Capitole de Toulouse. Les couleurs et les métaux du blason sont donnés par la forme et le sens des stries de cette sculpture. * Il y a là non-respect de la règle de contrariété des couleurs : ces armes sont fautives (argent sur or). Le statut officiel du blason reste à déterminer. |

| Blason de Escalquens | Blason  | Écartelé de gueules à deux fasces d'argent, et d'or au lion naissant d'azur. |
| Blason de Escalquens | Détails | Le statut officiel du blason reste à déterminer.                             |

| Blason de Escanecrabe | Blason  | D'azur à la chèvre grimpant sur des rochers, le tout d'argent, au chef cousu de gueules chargé de quatre épis de blé d'or.                                                              |
| Blason de Escanecrabe | Détails | * Ces armes emploient le terme « cousu » dans le seul but de contrevenir à la règle de contrariété des couleurs : elles sont fautives. Le statut officiel du blason reste à déterminer. |

| Blason de Espanès | Blason  | De gueules au chevron d'or accompagné en chef de deux soleils du même et en pointe d'un pélican sur son aire d'argent. |
| Blason de Espanès | Détails | Armes de Pierre Delpech d'Espanès, qui édifia le château d'Espanès entre 1560 et 1580. Adopté.                         |

| Blason de Esperce | Blason  | De gueules à trois iris d'or, rangés en fasce et posés, celui de dextre en bande, celui du centre en pal et celui de senestre en barre ; au chef cousu d'azur chargé de trois poteries d'or ; le tout enfermé dans une bordure crénelée d'argent. |
| Blason de Esperce | Détails | * Il y a là non-respect de la règle de contrariété des couleurs : ces armes sont fautives (azur sur gueules). Création Jean-François Binon, adoptée en 2018.                                                                                      |

Pas d'information pour les communes suivantes : Empeaux, Encausse-les-Thermes, Eoux, Escoulis, Esparron (Haute-Garonne), Estadens, Estancarbon, Esténos, Eup (Haute-Garonne)
- Haut – A
- B
- C
- D
- E
- F
- G
- H
- I
- J
- K
- L
- M
- N
- O
- P
- Q
- R
- S
- T
- U
- V
- W
- X
- Y
- Z

## F
| Blason de Faget (Le) | Blason  | D'azur à Saint Étienne d'argent tenant dans sa dextre une rose de gueules. |
| Blason de Faget (Le) | Détails | Le statut officiel du blason reste à déterminer.                           |

| Blason de Falga | Blason  | D'argent au chef-bande d'azur.                   |
| Blason de Falga | Détails | Le statut officiel du blason reste à déterminer. |

| Blason de Fauga (Le) | Blason  | Écartelé : au 1er d’azur à la colline de sinople posée sur une rivière d’azur, à la barque d’or chargée d’un batelier debout de carnation, vêtu d’azur et de sable et tenant une gaffe du même, brochant sur le tout, au 2e d’or à trois sapins arrachés de sinople, au 3e d’or à la branche de hêtre de sinople posée en pal ; au 4e d’azur à la colline de sinople, à l’église d’or brochante, essorée de gueules, au clocher-mur croiseté et ouvert de trois pièces du champ, chacune chargée d’une cloche de sable. |
| Blason de Fauga (Le) | Détails | * Il y a là non-respect de la règle de contrariété des couleurs : ces armes sont fautives (en 1 et 4 sinople sur azur). Le statut officiel du blason reste à déterminer. |

| Blason de Fenouillet | Blason  | D’argent à la bande d’azur, au chef du même.     |
| Blason de Fenouillet | Détails | Le statut officiel du blason reste à déterminer. |

| Blason de Folcarde | Blason  | D’argent au taureau de gueules passant devant un olivier de sinople au chef du premier chargé d’une hydre du second. |
| Blason de Folcarde | Détails | Le statut officiel du blason reste à déterminer.                                                                     |

| Blason de Fonbeauzard | Blason  | D'argent à un pin arraché au naturel supporté de deux griffons affrontés d'azur.                                       |
| Blason de Fonbeauzard | Détails | Ces armes sont inspirées de celles de la famille Forest de Carlencas. Le statut officiel du blason reste à déterminer. |

| Blason de Fonsorbes | Blason  | D'or à un sorbier de sinople.                                     |
| Blason de Fonsorbes | Détails | Armes parlantes. Le statut officiel du blason reste à déterminer. |

| Blason de Fontenilles | Blason  | Écartelé de gueules à la croix alésée d’or, et d’azur à trois rocs d’échiquiers d’or. |
| Blason de Fontenilles | Détails | Le statut officiel du blason reste à déterminer.                                      |

| Blason de Fourquevaux | Blason  | De gueules à la bande d'argent.                  |
| Blason de Fourquevaux | Détails | Le statut officiel du blason reste à déterminer. |

| Blason de Fousseret (Le) | Blason  | De gueules à la croix cléchée, vidée et pommetée de douze pièces d'or, au chef de France. |
| Blason de Fousseret (Le) | Détails | Le statut officiel du blason reste à déterminer.                                          |

| Blason de Francon | Blason  | De sinople à quatre croisettes d'argent.         |
| Blason de Francon | Détails | Le statut officiel du blason reste à déterminer. |

| Blason de Fréchet (Le) | Blason  | Écartelé : aux 1er et 4e d'argent à une aigle de sable, aux 2e et 3e d'or à un cerf saillant de sable et à la bande de gueules chargée de trois étoiles d'argent, brochante ; sur le tout, d'orangé à quatre larmes d'argent ordonnées et posées en croix. |
| Blason de Fréchet (Le) | Détails | Armes de Jean de Durand de Rivals, seigneur du Fréchet au XVIIe siècle. Le statut officiel du blason reste à déterminer. |

| Blason de Fronton | Blason  | De sinople au jars d'argent, becqué et membré d'or, au chef cousu* de gueules chargé d'une croix d'argent. |
| Blason de Fronton | Détails | * Ces armes emploient le terme « cousu » dans le seul but de contrevenir à la règle de contrariété des couleurs : elles sont fautives (Gules sur sinople, à moins qu'il ne s'agisse des armes de Savoie). Le statut officiel du blason reste à déterminer. |

Pas d'information pour les communes suivantes : Fabas (Haute-Garonne), Figarol, Flourens (Haute-Garonne), Forgues (Haute-Garonne), Fos (Haute-Garonne), Fougaron, Francarville, Francazal (Haute-Garonne), Franquevielle, Fronsac (Haute-Garonne), Frontignan-de-Comminges, Frontignan-Savès, Frouzins, Fustignac
- Haut – A
- B
- C
- D
- E
- F
- G
- H
- I
- J
- K
- L
- M
- N
- O
- P
- Q
- R
- S
- T
- U
- V
- W
- X
- Y
- Z

## G
| Blason de Gagnac-sur-Garonne | Blason  | D'argent au coq de gueules, crêté, barbé et membré d'azur. |
| Blason de Gagnac-sur-Garonne | Détails | Le statut officiel du blason reste à déterminer.           |

| Blason de Gaillac-Toulza | Blason  | D'azur au coq d'argent, crêté, barbé, becqué et membré d'or, surmonté d'une fleur de lys du même. |
| Blason de Gaillac-Toulza | Détails | Armes parlantes. (gallus = coq) Le statut officiel du blason reste à déterminer.                  |

| Blason de Gardouch | Blason  | D'or à la barre de gueules.                      |
| Blason de Gardouch | Détails | Le statut officiel du blason reste à déterminer. |

| Blason de Gargas | Blason  | D'or à la lettre G capitale de gueules.          |
| Blason de Gargas | Détails | Le statut officiel du blason reste à déterminer. |

| Blason de Garidech | Blason  | D'argent à la lettre G capitale d'azur.          |
| Blason de Garidech | Détails | Le statut officiel du blason reste à déterminer. |

| Blason de Gauré | Blason  | De sinople à la fasce d'or.                      |
| Blason de Gauré | Détails | Le statut officiel du blason reste à déterminer. |

| Blason de Gémil | Blason  | De gueules à la croix latine cléchée, vidée et pommetée de douze pièces d'or. |
| Blason de Gémil | Détails | Le statut officiel du blason reste à déterminer.                              |

| Blason de Gourdan-Polignan | Blason  | Coupé: au premier d'argent au lévrier rampant de sable, la tête contournée, colleté du champ, surmonté d'une étoile et accosté en chef de deux autres, le tout d'or, au 2e d'azur à la roue de sainte Catherine d'or surmontée d'une branche de laurier de sinople posée en fasce. |
| Blason de Gourdan-Polignan | Détails | * Il y a là non-respect de la règle de contrariété des couleurs : ces armes sont fautives (or sur argent, et sinople sur azur). Le statut officiel du blason reste à déterminer.                                                                                                   |

| Blason de Goyrans | Blason  | D'or au lion de sable.                           |
| Blason de Goyrans | Détails | Le statut officiel du blason reste à déterminer. |

| Blason de Gragnague | Blason  | Écartelé de gueules au lion d'or chargé d'une fasce d'azur, accompagné de trois étoiles du second ; et d'un coupé d'azur au lion d'argent lampassé de gueules, et d'un bandé d'or et de gueules de six pièces. |
| Blason de Gragnague | Détails | Différences entre dessin et blasonnement : fasce alésé brochant ou lion avec une fasce. Le statut officiel du blason reste à déterminer.                                                                       |

| Blason de Gratentour | Blason  | De sable à la bande d'or.                        |
| Blason de Gratentour | Détails | Le statut officiel du blason reste à déterminer. |

| Blason de Grenade | Blason  | D'azur, semé de grains de froment et de fleurs de lys d'or. |
| Blason de Grenade | Détails | Le statut officiel du blason reste à déterminer.            |

Pas d'information pour les communes suivantes : Galié, Ganties, Garac, Garin (Haute-Garonne), Génos (Haute-Garonne), Gensac-de-Boulogne, Gensac-sur-Garonne, Gibel, Gouaux-de-Larboust, Gouaux-de-Luchon, Goudex, Goutevernisse, Gouzens, Gratens, Grazac (Haute-Garonne), Grépiac, Le Grès, Guran
- Haut – A
- B
- C
- D
- E
- F
- G
- H
- I
- J
- K
- L
- M
- N
- O
- P
- Q
- R
- S
- T
- U
- V
- W
- X
- Y
- Z

## H
| Blason de Huos | Blason  | Tiercé en pal d'or, de sinople et d'argent.      |
| Blason de Huos | Détails | Le statut officiel du blason reste à déterminer. |

Pas d'information pour les communes suivantes : Herran (Haute-Garonne), His (Haute-Garonne)
- Haut – A
- B
- C
- D
- E
- F
- G
- H
- I
- J
- K
- L
- M
- N
- O
- P
- Q
- R
- S
- T
- U
- V
- W
- X
- Y
- Z

## I
| Blason de Isle-en-Dodon (L') | Blason  | De gueules au château d'or, une grosse tour-portail couverte au centre, ouverte de sable, une tour couverte à senestre et une échauguette couverte à dextre, le tout ajouré de sable, posé sur une terrasse ondée d'argent chargée de deux trangles ondées de sinople, au chef cousu d'azur chargé de quatre otelles d'argent adossées et posées en sautoir. |
| Blason de Isle-en-Dodon (L') | Détails | * Ces armes emploient le terme « cousu » dans le seul but de contrevenir à la règle de contrariété des couleurs : elles sont fautives (azur sur gueules). Le statut officiel du blason reste à déterminer. |

| Blason de Issus | Blason  | D'or à la barre de sinople.                      |
| Blason de Issus | Détails | Le statut officiel du blason reste à déterminer. |

Pas d'information pour les communes suivantes : Izaut-de-l'Hôtel
- Haut – A
- B
- C
- D
- E
- F
- G
- H
- I
- J
- K
- L
- M
- N
- O
- P
- Q
- R
- S
- T
- U
- V
- W
- X
- Y
- Z

## J
| Blason de Juzes | Blason  | De gueules aux deux fasces d'or.                 |
| Blason de Juzes | Détails | Le statut officiel du blason reste à déterminer. |

| Blason de Juzet-de-Luchon | Blason  | Ecartelé : au 1er d’azur à une branchette de chêne d’argent en bande feuillée d’une pièce du même en barre et fruitée à senestre d’un gland au naturel ; au 2d d’azur à une montagne d’argent, entre deux versants de sinople mouvant des flancs, d’où descend un torrent serpentant du second, et à un pignon de bergerie du même maçonné de sable brochant en pointe à senestre sur le torrent ; au 3e de sinople à deux bœufs d’argent attelés à un joug de sable, descendant en tirant deux troncs d’arbre d’or, le tout en barre ; au 4e d’azur à un soleil non figuré d’or. |
| Blason de Juzet-de-Luchon | Détails | Version transmise par J.P. Fernon Le statut officiel du blason reste à déterminer. |

Pas d'information pour les communes suivantes : Jurvielle, Juzet-d'Izaut
- Haut – A
- B
- C
- D
- E
- F
- G
- H
- I
- J
- K
- L
- M
- N
- O
- P
- Q
- R
- S
- T
- U
- V
- W
- X
- Y
- Z

## L
| Blason de Labarthe-Rivière | Blason  | D'azur à la tour d'argent, maçonnée de sable et ouverte du champ. |
| Blason de Labarthe-Rivière | Détails | Le statut officiel du blason reste à déterminer.                  |

| Blason de Labarthe-sur-Lèze | Blason  | Mi-taillé d’azur à la croix cléchée, vidée et pommetée de douze pièces d’argent ; et du même à l’arbre du premier posé sur une tierce ondée du même. |
| Blason de Labarthe-sur-Lèze | Détails | Le statut officiel du blason reste à déterminer. |

| Blason de Labastide-Beauvoir | Blason  | D'argent au pal d'azur.                          |
| Blason de Labastide-Beauvoir | Détails | Le statut officiel du blason reste à déterminer. |

| Blason de Labastide-Saint-Sernin | Blason  | De gueules à la croix cléchée, vidée et pommetée de douze pièces d'or surmontée d'une fasce ondée d'argent[réf. nécessaire]. |
| Blason de Labastide-Saint-Sernin | Détails | Le statut officiel du blason reste à déterminer.                                                                             |
| Blason de Labastide-Saint-Sernin | Alias   | De gueules à la fasce ondée d'argent. Blason de 1696.                                                                        |

| Blason de Labastidette | Blason  | Écartelé au premier d’azur aux trois rocs d’échiquier d’or, au second d’argent au bœuf passant de gueules, au chef de sable chargé de trois coquilles du champ, au troisième d’argent à la branche de chèvrefeuille de sinople fleurie d’or, posée en bande, au quatrième d’azur à l’épi d’or posé en bande, et à un soleil d'or levant du même. |
| Blason de Labastidette | Détails | Le statut officiel du blason reste à déterminer. |

| Blason de Labège | Blason  | D'or à deux pals de sable.                       |
| Blason de Labège | Détails | Le statut officiel du blason reste à déterminer. |

| Blason de Lacaugne | Blason  | De gueules à quatre otelles d'argent adossées deux à deux posées en sautoir. |
| Blason de Lacaugne | Détails | Blason sur le site de la Communauté de Communes Volvestre                    |

| Blason de Lacroix-Falgarde | Blason  | D'argent au sautoir de sable.                    |
| Blason de Lacroix-Falgarde | Détails | Le statut officiel du blason reste à déterminer. |

| Blason de Lagarde | Blason  | Burelé d'argent et d'azur de dix pièces.         |
| Blason de Lagarde | Détails | Le statut officiel du blason reste à déterminer. |

| Blason de Lagardelle-sur-Lèze | Blason  | De gueules au monde croiseté d'or, soutenu d'un croissant d'argent et accosté de deux tours du même. |
| Blason de Lagardelle-sur-Lèze | Détails | Le statut officiel du blason reste à déterminer.                                                     |

| Blason de Lagraulet-Saint-Nicolas | Blason  | Coupé ondé mi parti en chef: au 1 de gueules à une croix cléchée, vidée et pommetée de douze pièces d'or, au 2 d'argent à un chêne coupé de tenné, feuillé de sinople et englanté d'or, au 3 d'azur à un saint Martin à cheval partageant son manteau avec son épée, le tout d'argent. |
| Blason de Lagraulet-Saint-Nicolas | Détails | Créé par JF Binon. Site Internet de la commune, 2025 |

| Blason de Lanta | Blason  | Parti d'azur à la lettre L capitale d'argent, et de gueules à trois fasces d'or. |
| Blason de Lanta | Détails | Le statut officiel du blason reste à déterminer.                                 |

| Blason de Lapeyrouse-Fossat | Blason  | Parti d'azur à la lettre P capitale d'argent, et du premier au besant d'or, soutenu d'un croissant du second ; le tout sommé d'un chef cousu* de gueules chargé de trois étoiles d'or.                     |
| Blason de Lapeyrouse-Fossat | Détails | * Ces armes emploient le terme « cousu » dans le seul but de contrevenir à la règle de contrariété des couleurs : elles sont fautives (gueules sur azur). Le statut officiel du blason reste à déterminer. |

| Blason de Larra | Blason  | Taillé d'azur à la crosse d'or senestrée d'une gerbe de blé du même, et du premier semé de grains de froment et de fleurs de lys du second ; à la cotice en barre du même brochant sur la partition. |
| Blason de Larra | Détails | Le statut officiel du blason reste à déterminer. |

| Blason de Larroque | Blason  | Écartelé : aux 1er et 4e d'or à trois pals de gueules, au 2e de sable à une tour d'argent ouverte, ajourée et maçonnée du champ, au 3e d'azur à un lion [?] d'argent. |
| Blason de Larroque | Détails | Le statut officiel du blason reste à déterminer. |

| Blason de Latour | Blason  | De gueules à la tour d'argent.                                           |
| Blason de Latour | Détails | Armes parlantes. (tour) Le statut officiel du blason reste à déterminer. |

| Blason de Launaguet | Blason  | D'or au tourteau d'azur.                         |
| Blason de Launaguet | Détails | Le statut officiel du blason reste à déterminer. |

| Blason de Lauzerville | Blason  | De gueules à la lettre L capitale d'argent.      |
| Blason de Lauzerville | Détails | Le statut officiel du blason reste à déterminer. |

| Blason de Lavalette | Blason  | De sinople à la bande d'or.                      |
| Blason de Lavalette | Détails | Le statut officiel du blason reste à déterminer. |

| Blason de Lavelanet-de-Comminges | Blason  | D'azur au cimeterre dressé et à la masse à picotons d'or passés en sautoir et au bonnet phrygien de gueules brochant, le tout soutenu de deux branches de laurier de sinople*, les tiges passées en sautoir ; à la bordure d'argent enclavée en chef, chargée de sept noisettes au naturel, 2, 2, 2 et 1 et d'une croix cléchée et pommetée d'or remplie de gueules au point du chef. |
| Blason de Lavelanet-de-Comminges | Détails | * Il y a là non-respect de la règle de contrariété des couleurs : ces armes sont fautives (sinople sur azur). Le statut officiel du blason reste à déterminer. |

| Blason de Lavernose-Lacasse | Blason  | Tiercé en pairle : au 1er de sable à la croix cléchée et pommetée de douze pièces d'or remplie de gueules, au 2e d'azur à la branche renversée de vergne (aulne) au naturel, au 3e d'or à la branche renversée de chêne au naturel. |
| Blason de Lavernose-Lacasse | Détails | Armes parlantes. (branche de vergne) Le statut officiel du blason reste à déterminer. |

| Blason de Layrac-sur-Tarn | Blason  | Parti : au 1er de gueules au saint d'argent, vêtu d'or et d'azur, et nimbé du troisième, au 2d d'argent à la fasce de sable, accompagnée de deux losanges du même, une en chef et une en pointe ; le tout sommé d'un chef tiercé en pal de gueules au bœuf furieux d'or, de gueules à la croix cléchée, vidée et pommetée de douze pièces d'or, et de France plain. |
| Blason de Layrac-sur-Tarn | Détails | Le statut officiel du blason reste à déterminer. |

| Blason de Lécussan | Blason  | Écartelé : au 1er de gueules à quatre otelles d'argent en sautoir, aux 2e et 3e d'azur à l'arbre au naturel, au 4e d'argent au lion de gueules. |
| Blason de Lécussan | Détails | Le statut officiel du blason reste à déterminer.                                                                                                |

| Blason de Lège | Blason  | Écartelé : aux 1er et 4e d'argent à une roue de moulin d'azur, aux 2e et 3e de gueules à quatre otelles adossées en sautoir. |
| Blason de Lège | Détails | Présent sur la façade de la mairie.                                                                                          |

| Blason de Léguevin | Blason  | D'azur à deux tours d'argent posées sur une terrasse du même surmontées de deux flanchis d'or[réf. nécessaire]. |
| Blason de Léguevin | Détails | Le statut officiel du blason reste à déterminer.                                                                |

| Blason de Lespinasse | Blason  | De gueules à deux épis de blé d'or passés en sautoir placés au canton dextre du chef et une croisette cléchée, vidée et pommetée de douze pièces du même placée au canton senestre de la pointe, au comble aussi d'or chargé d'un soleil naissant de gueules placé à dextre, à la barre ondée d'argent brochant sur le tout chargée de cinq cotices ondées d'azur enjambée en abîme par un pont aussi d'argent maçonné de sable. |
| Blason de Lespinasse | Détails | Le statut officiel du blason reste à déterminer. |

| Blason de Lestelle-de-Saint-Martory | Blason  | D'argent à la montagne de sinople sommée d'un arbre du même, accosté de deux tours de gueules. |
| Blason de Lestelle-de-Saint-Martory | Détails | Le statut officiel du blason reste à déterminer.                                               |

| Blason de Lévignac-sur-Save | Blason  | De gueules au cep de vigne au naturel posé sur une terrasse d'or[réf. nécessaire]. |
| Blason de Lévignac-sur-Save | Détails | Le statut officiel du blason reste à déterminer.                                   |

| Blason de Lherm | Blason  | D'azur à trois tours d'argent ajourées du champ et crénelées de trois pièces jointes par deux entre-murs crénelés d'une pièce du même, le tout posé sur une terrasse ondée de sinople, au chef d'or chargé de trois fleurs de lys de gueules. |
| Blason de Lherm | Détails | Le statut officiel du blason reste à déterminer. |

| Blason de Lilhac | Blason  | Tiercé en pairle renversé: au 1 de gueules à la croix cléchée, vidée et pommetée de douze pièces d'or cantonnée de quatre otelles d'argent adossées et ordonnées en sautoir, au 2 de sinople à un buste de sainte Quitterie nimbée d'or, au 3 d'argent à deux fasces ondées d'azur et à une couronne de laurier ouverte d'or brochante. |
| Blason de Lilhac | Détails | Créé par JF Binon. Sur site commune 2023 |

| Blason de Loubens-Lauragais | Blason  | D'argent au loup de sable sur une terrasse d'azur, au chef du même chargé d'une croisette d'or. |
| Blason de Loubens-Lauragais | Détails | Le statut officiel du blason reste à déterminer.                                                |

| Blason de Loudet | Blason  | D'azur à trois burelles ondées d'argent soutenues d'une foi alésée d'or; au chef parti de trois, aux 1er et 3e d'or à trois pals de gueules et aux 2e et 4e de gueules à quatre otelles d'argents adossées et posées en sautoir. |
| Blason de Loudet | Détails | Le statut officiel du blason reste à déterminer. |

| Blason de Lux | Blason  | Écartelé au 1) et 4) d'argent aux deux barres d'azur, au 2) et 3) de gueules au lion d’argent accompagné de trois roses d'or Devise / CriLe lum del bosc de Lux esclaira le pais d’autan |
| Blason de Lux | Détails | Adopté le 24 novembre 2004. |

Pas d'information pour les communes suivantes : Labarthe-Inard, Labastide-Clermont, Labastide-Paumès, Labroquère, Labruyère-Dorsa,  Laffite-Toupière, Lafitte-Vigordane, Lagrâce-Dieu, Lahage (Haute-Garonne), Lahitère, Lalouret-Laffiteau, Lamasquère, Landorthe, Lapeyrère, Larcan, Laréole, Lasserre (Haute-Garonne), Latoue, Latrape, Launac, Lautignac, Lescuns, Lespiteau, Lespugue, Lévignac (Haute-Garonne), Lez (Haute-Garonne), Lieoux, Lodes, Longages, Lourde (Haute-Garonne), Lunax, Luscan, Lussan-Adeilhac
- Haut – A
- B
- C
- D
- E
- F
- G
- H
- I
- J
- K
- L
- M
- N
- O
- P
- Q
- R
- S
- T
- U
- V
- W
- X
- Y
- Z

## M
| Blason de Mailholas | Blason  | De gueules à trois martinets d'or en vol surmontant une rivière d'argent mouvant de la pointe |
| Blason de Mailholas | Détails | Créé par JF Binon. Blason sur le site de la Communauté de Communes Volvestre, 2025.           |

| Blason de Marignac-Laspeyres | Blason  | Parti : au 1er coupé au I de gueules à trois rocs d'échiquier d'argent rangés en fasce, au II de sinople plain, au 2d d'azur à douze triangles d'or ordonnés 3, 3, 3, 2 et 1, les trois derniers plus grands que les autres. |
| Blason de Marignac-Laspeyres | Détails | Le statut officiel du blason reste à déterminer. |

| Blason de Martres-de-Rivière | Blason  | Tiercé en chevron d'or, d'azur et d'argent.      |
| Blason de Martres-de-Rivière | Détails | Le statut officiel du blason reste à déterminer. |

| Blason de Martres-Tolosane | Blason  | Écartelé : au 1er de gueules à la molette d'argent, aux 2d et 3e d'azur à l'oie du second, becquée et membrée d'or, au 4e de gueules à la fasce d'argent. |
| Blason de Martres-Tolosane | Détails | Le statut officiel du blason reste à déterminer. |

| Blason de Mauremont | Blason  | Gironné d'or et de sinople.                      |
| Blason de Mauremont | Détails | Le statut officiel du blason reste à déterminer. |

| Blason de Maurens | Blason  | D'argent à deux barres de sable.                 |
| Blason de Maurens | Détails | Le statut officiel du blason reste à déterminer. |

| Blason de Mauzac | Blason  | Coupé d'azur à la lettre M onciale d'or, et d'un parti de gueules aux quatre otelles d'argent adossées et posées en sautoir, et du troisième de gueules à trois fasces du second. |
| Blason de Mauzac | Détails | Le statut officiel du blason reste à déterminer. |

| Blason de Melles | Blason  | Tiercé en barre de sable, d'argent et d'azur.    |
| Blason de Melles | Détails | Le statut officiel du blason reste à déterminer. |

| Blason de Menville | Blason  | Écartelé : aux 1er de sinople à une corneille d'argent et au chef de gueules chargé d'un croissant d'or accosté de deux étoiles du même, aux 2e et 3e d'or au chevron d'azur accompagné de trois tours de gueules ouvertes de sable, au 4e de sinople à une corneille de sable* et au chef de gueules chargé d'un croissant d'or accosté de deux étoiles du même ; sur le tout, d'azur à un lion léopardé d'or et au chef de gueules chargé de trois besants d'or. |
| Blason de Menville | Détails | * Il y a là non-respect de la règle de contrariété des couleurs : ces armes sont fautives (Gueules sur sinople, gueules sur azur et sable sur sinople). Différences entre dessin et blasonnement : Le dessin représente les tours ouvertes ET ajourées de sable ; le blasonnement ne mentionne pas "ajourées".. Le statut officiel du blason reste à déterminer.                                                                                                   |

| Blason de Mervilla | Blason  | D'azur à trois glands d'or.                      |
| Blason de Mervilla | Détails | Le statut officiel du blason reste à déterminer. |

| Blason de Merville | Blason  | D'azur à la mer d'argent, sur laquelle est bâtie une ville de gueules, maçonnée de sable. |
| Blason de Merville | Détails | Armes parlantes. Le statut officiel du blason reste à déterminer.                         |

| Blason de Miremont | Blason  | De sinople chapé d'argent.                       |
| Blason de Miremont | Détails | Le statut officiel du blason reste à déterminer. |

| Blason de Mirepoix-sur-Tarn | Blason  | D'or à la croix latine d'azur.                   |
| Blason de Mirepoix-sur-Tarn | Détails | Le statut officiel du blason reste à déterminer. |

| Blason de Molas | Blason  | Parti : au 1er de sinople à une grappe de raisin tigée et feuillée d'or accompagnée en pointe de deux épis de blé tigés et feuillés du même, ployés, les tiges passées en sautoir, au 2d de gueules à une coquille d'argent soutenue d'une fasce ondée du même ; le tout sommé d'un chef d'azur chargé de trois lionceaux couronnés d'or. |
| Blason de Molas | Détails | * Il y a là non-respect de la règle de contrariété des couleurs : ces armes sont fautives (azur sur sinople et gueules). Le statut officiel du blason reste à déterminer. |

| Blason de Mondonville | Blason  | Taillé d’azur à la lettre capitale italique M d'argent mouvant des bords de l’écu et de la partition, et de gueules à la croix cléchée, vidée et pommetée de douze pièces d’or ; au filet en barre et à la filière du même brochant sur le tout. |
| Blason de Mondonville | Détails | Le statut officiel du blason reste à déterminer. |

| Blason de Monestrol | Blason  | De sinople à la fasce d'argent accompagnée de deux losanges du même, une en chef et une en pointe. |
| Blason de Monestrol | Détails | Le statut officiel du blason reste à déterminer.                                                   |

| Blason de Mons | Blason  | Gironné d'or et de gueules.                      |
| Blason de Mons | Détails | Le statut officiel du blason reste à déterminer. |

| Blason de Montaigut-sur-Save | Blason  | De sable à une billette d'argent.                |
| Blason de Montaigut-sur-Save | Détails | Le statut officiel du blason reste à déterminer. |

| Blason de Montastruc-la-Conseillère | Blason  | D'argent au mont de sinople sommé d'un arbre du même, accosté des inscriptions AST et RUC en lettres capitales de sable, à la bordure de gueules chargée de six fleurs de lys du champ. |
| Blason de Montastruc-la-Conseillère | Détails | Le statut officiel du blason reste à déterminer. |

| Blason de Montaut | Blason  | D'or à la croix cléchée, vidée et pommetée de douze pièces de gueules; mantelé abaissé mi-parti au 1er de gueules à quatre bouches de mortier d'or remplies de sable et au 2e de gueules à quatre otelles d'argent adossées et posées en sautoir. |
| Blason de Montaut | Détails | Le statut officiel du blason reste à déterminer. |

| Blason de Montberon | Blason  | D’argent au chevron d’azur accompagné d’une grappe de raisin de pourpre pamprée et feuillée de sinople en chef à dextre, d’une tour de gueules (ajourée du champ) à senestre et d’une oie au naturel en pointe. |
| Blason de Montberon | Détails | Le statut officiel du blason reste à déterminer. |

| Blason de Montbrun-Lauragais | Blason  | De sable chapé d'argent.                         |
| Blason de Montbrun-Lauragais | Détails | Le statut officiel du blason reste à déterminer. |

| Blason de Montégut-Lauragais | Blason  | De sable à une billette d'argent.                               |
| Blason de Montégut-Lauragais | Détails | Armes attribuées par Charles d'Hozier à la fin du XVIIe siècle. |

| Blason de Montespan | Blason  | D’argent au lion de gueules armé et lampassé d’azur, accompagné de sept écussons de sinople à la fasce d’or ordonnés en orle. |
| Blason de Montespan | Détails | Le statut officiel du blason reste à déterminer.                                                                              |

| Blason de Montesquieu-Guittaut | Blason  | Parti d'azur à Saint-Exupère bénissant d'or, et du même à l'aigle essorante au vol adossé de gueules, la patte dextre levée ; le tout sommé d'un chef du même chargé de 4 otelles d'argent adossées et posées en sautoir. |
| Blason de Montesquieu-Guittaut | Détails | Création de Jean-Paul Fernon, adoptée en 2015. |

| Blason de Montesquieu-Lauragais | Blason  | De gueules à l'arbre d'argent posé sur une terrasse de sinople, adextré d'un loup contourné d'or et senestré d'un mouton du second.                               |
| Blason de Montesquieu-Lauragais | Détails | * Il y a là non-respect de la règle de contrariété des couleurs : ces armes sont fautives (sinople sur gueules). Le statut officiel du blason reste à déterminer. |

| Blason de Montesquieu-Volvestre | Blason  | D'azur à une pique d'or en pal fichée dans une motte de sinople, à trois serpents d'argent en fasce, l'une au-dessus de l'autre, brochant sur le fût de la pique. |
| Blason de Montesquieu-Volvestre | Détails | * Il y a là non-respect de la règle de contrariété des couleurs : ces armes sont fautives (sinople sur azur). Le statut officiel du blason reste à déterminer.    |

| Blason de Montgaillard-Lauragais | Blason  | D'azur au coq d'argent sur un mont de sable ; au chef de gueules semé de fleurs de lis d'argent. |
| Blason de Montgaillard-Lauragais | Détails | Armes parlantes (mont et coq ; gallus en latin). * Il y a là non-respect de la règle de contrariété des couleurs : ces armes sont fautives (sable et gueules sur azur). Le statut officiel du blason reste à déterminer. |

| Blason de Montgazin | Blason  | Tiercé en pairle renversé: au 1 de gueules à une croix cléchée, vidée et pommetée de douze pièces d'or, au 2 d'or à une roue de sainte Catherine de gueules brisée en chef à senestre, au 3 de sinople à sept épis de blé d'or, ordonnés en éventail, empoignés et liés du même. |
| Blason de Montgazin | Détails | Créé par JF Binon. Blason sur le site de la Communauté de Communes Volvestre, 2025. |

| Blason de Montgeard | Blason  | De gueules au monde d'or accompagné de trois fleurs de lys du même. |
| Blason de Montgeard | Détails | Le statut officiel du blason reste à déterminer.                    |

| Blason de Montgiscard | Blason  | D'azur à une tige de trois chardons feuillée de quatre pièces d'or. |
| Blason de Montgiscard | Détails | Le statut officiel du blason reste à déterminer.                    |

| Blason de Montjoire | Blason  | D'or à une billette de sable.                    |
| Blason de Montjoire | Détails | Le statut officiel du blason reste à déterminer. |

| Blason de Montlaur | Blason  | D'azur à un rustre d'argent.                     |
| Blason de Montlaur | Détails | Le statut officiel du blason reste à déterminer. |

| Blason de Montmaurin | Blason  | Écartelé : au 1er d'or à trois pals de gueules, au 2d et 3e de sable à la croix de Malte d'argent, au 4e d'or à deux vaches de gueules accornées, colletées et clarinées d'azur, passant l'une sur l'autre ; sur le tout de sable à la colonne antique d'argent et à la filière du même. |
| Blason de Montmaurin | Détails | Le statut officiel du blason reste à déterminer. |

| Blason de Montpitol | Blason  | Palé d'azur et d'or de six pièces.               |
| Blason de Montpitol | Détails | Le statut officiel du blason reste à déterminer. |

| Blason de Montrabé | Blason  | Taillé d’azur au demi-moulin à vent d’or mouvant du flanc et du trait de partition, chargé d’un épi de blé de sable, senestré d’une croisette cléchée et pommetée de douze pièces du second, et d’or à la fontaine en demi-profil d’argent* mouvant du flanc et de la pointe, au robinet de sable déversant, jusqu’à la pointe, une eau du premier en forme de foi en barre, adextrée d’une colombe contournée de sable ; au chêne de sable brochant sur la partition au canton senestre du chef. |
| Blason de Montrabé | Détails | * Il y a là non-respect de la règle de contrariété des couleurs : ces armes sont fautives (argent sur or). Le statut officiel du blason reste à déterminer. |

| Blason de Montréjeau | Blason  | D'argent au chêne arraché de sinople, au chef de France. |
| Blason de Montréjeau | Détails | Le statut officiel du blason reste à déterminer.         |

| Blason de Montsaunès | Blason  | Tiercé en bande d'or, de sable et d'argent.      |
| Blason de Montsaunès | Détails | Le statut officiel du blason reste à déterminer. |

| Blason de Mourvilles-Basses | Blason  | Palé de sinople et d'argent de quatre pièces.    |
| Blason de Mourvilles-Basses | Détails | Le statut officiel du blason reste à déterminer. |

| Blason de Mourvilles-Hautes | Blason  | D'azur au sabre d'argent posé en barre et accompagné en chef dextre d'une tour d'or, ouverte du champ et surmontée de trois étoiles d'or rangées en fasce, d'un soleil non figuré couchant d'or mouvant du flanc senestre du chef et en pointe senestre d'une couronne de laurier du même. Devise / CriNulli cedo |
| Blason de Mourvilles-Hautes | Détails | Conflit héraldique : le blasonnement annonce "trois étoiles" ; le dessin n'en représente que deux. Le statut officiel du blason reste à déterminer. |

| Blason de Muret | Blason  | Écartelé d'argent à deux fasces crénelées d'azur, et de gueules à quatre otelles d'argent adossées et posées en sautoir. |
| Blason de Muret | Détails | Le statut officiel du blason reste à déterminer.                                                                         |

Pas d'information pour les communes suivantes : La Magdelaine-sur-Tarn, Malvezie, Mancioux, Mane (Haute-Garonne), Marignac (Haute-Garonne), Marignac-Lasclares, Marliac, Marquefave, Marsoulas, Martisserre, Mascarville, Massabrac, Mauran, Mauressac, Maureville, Mauvaisin, Mauvezin (Haute-Garonne), Mayrègne, Mazères-sur-Salat, Mérenvielle, Milhas (Haute-Garonne), Mirambeau (Haute-Garonne), Miramont-de-Comminges, Moncaup (Haute-Garonne), Mondavezan, Mondilhan, Mondouzil, Monès, Mont-de-Galié, Montastruc-de-Salies, Montastruc-Savès, Montauban-de-Luchon, Montberaud, Montbernard, Montbrun-Bocage, Montclar-de-Comminges, Montclar-Lauragais, Montégut-Bourjac, Montgaillard-de-Salies, Montgaillard-sur-Save, Montgazin, Montgras, Montoulieu-Saint-Bernard, Montoussin, Moustajon
- Haut – A
- B
- C
- D
- E
- F
- G
- H
- I
- J
- K
- L
- M
- N
- O
- P
- Q
- R
- S
- T
- U
- V
- W
- X
- Y
- Z

## N
| Blason de Nailloux | Blason  | D'or à la barre de sable.                        |
| Blason de Nailloux | Détails | Le statut officiel du blason reste à déterminer. |

| Blason de Noé | Blason  | Losangé d’or et de gueules                       |
| Blason de Noé | Détails | Le statut officiel du blason reste à déterminer. |

| Blason de Nogaret | Blason  | D'or à trois pals de sable.                      |
| Blason de Nogaret | Détails | Le statut officiel du blason reste à déterminer. |

Pas d'information pour les communes suivantes : Nénigan, Nizan-Gesse, Noueilles
- Haut – A
- B
- C
- D
- E
- F
- G
- H
- I
- J
- K
- L
- M
- N
- O
- P
- Q
- R
- S
- T
- U
- V
- W
- X
- Y
- Z

## O
| Blason de Odars | Blason  | D'azur embrassé à senestre d'or.                 |
| Blason de Odars | Détails | Le statut officiel du blason reste à déterminer. |

| Blason de Ondes | Blason  | D'azur à la cotice en barre d'argent, accompagnée en chef de deux sabots d'or l'un au-dessus de l'autre, celui de la pointe brochant, et en pointe de trois poissons d'argent rangés en barre pris dans un filet du même. |
| Blason de Ondes | Détails | Le statut officiel du blason reste à déterminer. |

Pas d'information pour les communes suivantes : Oô, Ore
- Haut – A
- B
- C
- D
- E
- F
- G
- H
- I
- J
- K
- L
- M
- N
- O
- P
- Q
- R
- S
- T
- U
- V
- W
- X
- Y
- Z

## P
| Blason de Palaminy | Blason  | Taillé au 1) d’argent au château du lieu de sable mouvant du trait de partition, au 2) d’or aux trois épis de blé de sinople joints en pointe ; à la barre d’azur brochant sur la partition chargé d’un éclair d’or. |
| Blason de Palaminy | Détails | Le statut officiel du blason reste à déterminer. |

| Blason de Péchabou | Blason  | De sable aux trois bandes d'or.                  |
| Blason de Péchabou | Détails | Le statut officiel du blason reste à déterminer. |

| Blason de Pechbonnieu | Blason  | Bandé de sable et d'or de quatre pièces.         |
| Blason de Pechbonnieu | Détails | Le statut officiel du blason reste à déterminer. |

| Blason de Pechbusque | Blason  | De sinople aux trois bandes d'or.                |
| Blason de Pechbusque | Détails | Le statut officiel du blason reste à déterminer. |

| Blason de Péguilhan | Blason  | D’argent à la croix cléchée et pommetée de douze pièces d’or, remplie de gueules.                                                                           |
| Blason de Péguilhan | Détails | * Il y a là non-respect de la règle de contrariété des couleurs : ces armes sont fautives (or sur argent). Le statut officiel du blason reste à déterminer. |

| Blason de Pelleport | Blason  | De gueules au lion d'or; à la bordure cousue d'azur chargée de onze merlette d'argent. Devise / CriFixum animo sedet                                           |
| Blason de Pelleport | Détails | * Il y a là non-respect de la règle de contrariété des couleurs : ces armes sont fautives (azur sur gueules). Le statut officiel du blason reste à déterminer. |

| Blason de Peyssies | Blason  | D'or à la branche de chêne de sinople posée en pal. |
| Blason de Peyssies | Détails | Le statut officiel du blason reste à déterminer.    |

| Blason de Pibrac | Blason  | Palé de sable et d'or de quatre pièces.          |
| Blason de Pibrac | Détails | Le statut officiel du blason reste à déterminer. |

| Blason de Pinsaguel | Blason  | D'azur à la clef d'or, accostée à dextre d'une oie de sable et à senestre d'un roc d'échiquier d'argent.                                                     |
| Blason de Pinsaguel | Détails | * Il y a là non-respect de la règle de contrariété des couleurs : ces armes sont fautives (sable sur azur). Le statut officiel du blason reste à déterminer. |

| Blason de Pins-Justaret | Blason  | Coupé, au premier parti, au 1) à une tour droite d'or, ouverte et maçonnée de sable, au 2) de gueules chargé d'une feuille de chêne de sinople posée en bande, au second d'azur à trois pommes de pin d'or rangées en fasce et soutenues d'une terrasse de sinople. |
| Blason de Pins-Justaret | Détails | Armes parlantes (pommes de pin). * Il y a là non-respect de la règle de contrariété des couleurs : ces armes sont fautives (sinople sur gueules). Le statut officiel du blason reste à déterminer.                                                                  |

| Blason de Plagnole | Blason  | Tranché : au 1er de gueules au pigeon royal rouant d'argent, au 2e d'or à la croix bourdonnée au pied fiché de sable, à la Sainte Lance et à la Sainte Éponge sur son roseau passées en sautoir, le tout du même, brochant sur le montant de la croix; à la bande d'argent chargée d'une tour de sable accompagnée de deux arbres arrachés de sinople, le tout à plomb, brochant sur la partition. |
| Blason de Plagnole | Détails | Le statut officiel du blason reste à déterminer. |

| Blason de Plaisance-du-Touch | Blason  | Écartelé : au premier et au quatrième de gueules à la croix cléchée, vidée, pommetée de douze pièces d'or, au second d'azur à l'écusson d'or au chevron de sable, au troisième d'azur à la fontaine d'argent. |
| Blason de Plaisance-du-Touch | Détails | Le statut officiel du blason reste à déterminer. |

| Blason de Plan (Le) | Blason  | D'or à deux renards affrontés de sable gravissant les versants d'une colline d'argent posée sur une rivière courante en fasce de sinople et chargée d'une roue de moulin de sable brochant en partie sur la rivière; au chef d'or chargé d'une muraille crénelée de six pièces de sable, maçonnée du champ; le tout enfermé dans un orle de gueules et de sable. |
| Blason de Plan (Le) | Détails | Le statut officiel du blason reste à déterminer. |

| Blason de Pointis-de-Rivière | Blason  | Tiercé en barre d'argent, d'azur et d'or.        |
| Blason de Pointis-de-Rivière | Détails | Le statut officiel du blason reste à déterminer. |

| Blason de Pointis-Inard | Blason  | D'azur à la cloche d'or accompagnée en pointe de trois étoiles du même. |
| Blason de Pointis-Inard | Détails | Le statut officiel du blason reste à déterminer.                        |

| Blason de Pompertuzat | Blason  | De sable à la billette d'or.                     |
| Blason de Pompertuzat | Détails | Le statut officiel du blason reste à déterminer. |

| Blason de Portet-sur-Garonne | Blason  | D'argent à la tour de gueules maçonnée de sable et ouverte d'azur, à la croix latine de sable dans l'ouverture de la porte, crénelée de deux pièces, sommée de trois tourelles d'or crénelées chacune de trois pièces et ouvertes d'azur. |
| Blason de Portet-sur-Garonne | Détails | Différences entre dessin et blasonnement : tourelles d'or et non d'argent. Le statut officiel du blason reste à déterminer. |

| Blason de Poucharramet | Blason  | Écartelé : au premier et au quatrième de gueules à la croix de Malte d'argent, au deuxième et au troisième d'argent au besant d'or* chargé d'un annelet du champ*. |
| Blason de Poucharramet | Détails | * Il y a là non-respect de la règle de contrariété des couleurs : ces armes sont fautives (or sur argent). Le statut officiel du blason reste à déterminer.        |

| Blason de Puydaniel | Blason  | D'argent chaussé de gueules.                     |
| Blason de Puydaniel | Détails | Le statut officiel du blason reste à déterminer. |

| Blason de Puymaurin | Blason  | De gueules à deux clés d'or passées en sautoir et liées d'une chaîne du même, accompagnées de quatre otelles d'argent, adossées 2 à 2 et posées en sautoir; au chef d'argent chargé de deux burelles ondées d'azur et d'un sanglier passant de sable brochant sur les burelles; le tout dans une bordure crénelée de sinople. |
| Blason de Puymaurin | Détails | Blason sur l'application PanneauPocket, 2025. Auteur(s)J.-F. Binon |

Pas d'information pour les communes suivantes : Paulhac (Haute-Garonne), Payssous, Peyrissas, Peyrouzet, Pin-Balma, Le Pin-Murelet, Plagne (Haute-Garonne), Polastron (Haute-Garonne), Ponlat-Taillebourg, Portet-d'Aspet, Portet-de-Luchon, Poubeau, Pouy-de-Touges, Pouze, Pradère-les-Bourguets, Préserville, Proupiary, Prunet (Haute-Garonne), Puysségur, Cazeaux-de-Larboust
- Haut – A
- B
- C
- D
- E
- F
- G
- H
- I
- J
- K
- L
- M
- N
- O
- P
- Q
- R
- S
- T
- U
- V
- W
- X
- Y
- Z

## Q
| Blason de Quint-Fonsegrives | Blason  | Écartelé : au 1er de gueules à la lettre V capitale d'or, aux 2e de sinople à une fontaine jaillissant d’un rocher sur lequel est perchée une grive, le tout d’argent ; au 3e de même contourné, au 4e de gueules à Saint Pierre tenant dans sa senestre une clé contournée, le tout d’or d'or ; sur le tout de gueules à la croix cléchée, vidée et pommetée de douze pièces d'or. |
| Blason de Quint-Fonsegrives | Détails | Différences entre dessin et blasonnement : le dessin ne montre pas de grives. Armes parlantes (fontaines et grives). Dessin et description d’après le blason créé en 1985 par P Gérard. |

## R
| Blason de Ramonville-Saint-Agne | Blason  | Coupé d'un parti de gueules à la croix cléchée, vidée et pommetée de douze pièces d’or, et d’argent au pin parasol arraché de sinople ; et de sable au léopard tenant une pique de sa patte dextre soutenu d’un croissant, le tout d’argent. |
| Blason de Ramonville-Saint-Agne | Détails | Le statut officiel du blason reste à déterminer. |

| Blason de Rebigue | Blason  | De gueules à deux fasces d'or.                   |
| Blason de Rebigue | Détails | Le statut officiel du blason reste à déterminer. |

| Blason de Renneville | Blason  | De gueules à la lettre R capitale couronnée d'or, au chef cousu de France. |
| Blason de Renneville | Détails | Le statut officiel du blason reste à déterminer.                           |

| Blason de Revel | Blason  | De gueules à la lettre R capitale d'or (ou d'argent). |
| Blason de Revel | Détails | Il est à noter que, fait rare, la municipalité de Revel somme le blason de sa ville non pas d'une couronne murale, mais de la couronne royale de France. Le statut officiel du blason reste à déterminer. |
| Blason de Revel | Alias   | D'azur à la lettre R capitale d'argent (d'or) surmontée d'une couronne d'or. Version attribuée par Charles d'Hozier en 1696.                                                                              |

| Blason de Rieumajou | Blason  | De gueules au chevron d'argent, accompagné en chef de deux roses d'or et en pointe d'un lion du même. |
| Blason de Rieumajou | Détails | Le statut officiel du blason reste à déterminer.                                                      |

| Blason de Rieumes | Blason  | D'or au compas de gueules ouvert en chevron, les pointes en bas. |
| Blason de Rieumes | Détails | Le statut officiel du blason reste à déterminer.                 |

| Blason de Rieux-Volvestre | Blason  | De gueules à l'agneau pascal d'argent, au chef cousu de France. |
| Blason de Rieux-Volvestre | Détails | Le statut officiel du blason reste à déterminer.                |

| Blason de Roques | Blason  | D'azur à l'obélisque d'argent accosté de deux grues affrontées du même, au chef de gueules aux deux otelles d'argent posées l'une sur l'autre, l'une en bande, l'autre en barre accostées d'une demi-croix de Toulouse d'or, le tout accosté de deux lions affrontés du même issant des flancs, à la divise ondée d'argent brochant sur le trait de la partition chargée d'un roc d'échiquier d'or sur-brochant. |
| Blason de Roques | Détails | Armes parlantes. (roc d'échiquier) Le statut officiel du blason reste à déterminer. |

| Blason de Roquettes | Blason  | D'or à l'arbre de sinople, au lévrier de sable colleté d'argent passant et brochant sur le fût de l'arbre ; au chef ondé d'azur chargé d'un roc d'échiquier d'or accosté de deux roues de moulin du même remplies de gueules. |
| Blason de Roquettes | Détails | Armes parlantes. (roc d'échiquier) Le statut officiel du blason reste à déterminer. |

| Blason de Rouffiac-Tolosan | Blason  | De sable au croissant d'argent.                  |
| Blason de Rouffiac-Tolosan | Détails | Le statut officiel du blason reste à déterminer. |

| Blason de Roumens | Blason  | D'azur à la cloche d'or.                         |
| Blason de Roumens | Détails | Le statut officiel du blason reste à déterminer. |

Pas d'information pour les communes suivantes : Razecueillé, Régades, Rieucazé, Riolas, Roquefort-sur-Garonne, Roquesérière, Rouède
- Haut – A
- B
- C
- D
- E
- F
- G
- H
- I
- J
- K
- L
- M
- N
- O
- P
- Q
- R
- S
- T
- U
- V
- W
- X
- Y
- Z

## S
| Blason de Saiguède | Blason  | Écartelé d'argent et de gueules ; à une croix cléchée (et pommetée de douze pièces) d'or, remplie de gueules brochant sur la partition ; à une lettre S capitale d'azur brochant sur le tout ; à la filière d'azur. |
| Blason de Saiguède | Détails | Le statut officiel du blason reste à déterminer. |

| Blason de Saint-Alban | Blason  | D'argent à la bande de gueules, accompagnée en chef d'une croix cléchée, vidée, pommetée de douze pièces du même, et d'une violette au naturel en pointe[réf. nécessaire]. |
| Blason de Saint-Alban | Détails | Le statut officiel du blason reste à déterminer. |
| Blason de Saint-Alban | Alias   | D'argent flanqué de sable. Blason de l'Armorial d'Hozier. |

| Blason de Saint-André | Blason  | De gueules à quatre otelles d'argent adossées en sautoir ; à l’écusson du champ chargé d’un sautoir d’or, timbré d’une couronne murale de quatre tours du même, brochant en abîme. |
| Blason de Saint-André | Détails | Le statut officiel du blason reste à déterminer. |

| Blason de Saint-Aventin | Blason  | Écartelé : au 1er de gueules au buste de saint Aventin d'argent, chevelé et barbé de sable, vêtu et auréolé d'or, au 2e d'argent (ou d'azur) à une tête et col de taureau de sable et accornée d'argent, au 3e de sable à un ours passant d'argent, au 4e de gueules à une tour d'or ouverte et ajourée de sable. |
| Blason de Saint-Aventin | Détails | Le statut officiel du blason reste à déterminer. |

| Blason de Saint-Béat | Blason  | D'azur à la clef renversée d'or, l'anneau fleurdelysé. |
| Blason de Saint-Béat | Détails | Le statut officiel du blason reste à déterminer.       |

| Blason de Saint-Bertrand-de-Comminges | Blason  | De gueules au lion à la queue fourchée en sautoir d'argent. |
| Blason de Saint-Bertrand-de-Comminges | Détails | Ce blason est celui des seigneurs de Montfort, et notamment de Simon IV de Montfort qui prit la tête de la Croisade des Albigeois. Le statut officiel du blason reste à déterminer. |

| Blason de Saint-Clar-de-Rivière | Blason  | D'or à la croix pattée de gueules cantonnée aux 1er et 4e d'un lion de sable, celui au 1er contourné, au 2e d'une rose tigée et feuillée, et au 3e d'un chêne, le tout du même. |
| Blason de Saint-Clar-de-Rivière | Détails | Le statut officiel du blason reste à déterminer. |

| Blason de Saint-Élix-le-Château | Blason  | Écartelé au 1er de gueules au château du lieu de deux tours couvertes d’argent ajouré de sable, surmonté d’une couronne de marquis d’or, au 2d de France, au 3e d’azur aux quatre otelles adossées d’argent posées en sautoir, au 4e de gueules à la croix cléchée, vidée et pommetée de douze pièces d’or. |
| Blason de Saint-Élix-le-Château | Détails | Le statut officiel du blason reste à déterminer. |

| Blason de Saint-Félix-Lauragais | Blason  | D'or à une cloche d'azur bataillée d'argent.     |
| Blason de Saint-Félix-Lauragais | Détails | Le statut officiel du blason reste à déterminer. |

| Blason de Saint-Gaudens | Blason  | D'azur à une cloche d'argent bataillée d'or.     |
| Blason de Saint-Gaudens | Détails | Le statut officiel du blason reste à déterminer. |

| Blason de Saint-Geniès-Bellevue | Blason  | De gueules à trois tours d'argent.               |
| Blason de Saint-Geniès-Bellevue | Détails | Le statut officiel du blason reste à déterminer. |

| Blason de Saint-Hilaire | Blason  | Parti au 1) d’or aux deux crosses affrontées de gueules passées en sautoir, au 2) de gueules à la croix cléchée, vidée et pommetée de douze pièces d’or et à quatre otelles d’argent adossées et posées en sautoir en pointe ; au pal d’argent chargé d’une vergette ondée d’azur brochant sur la partition. |
| Blason de Saint-Hilaire | Détails | Le statut officiel du blason reste à déterminer. |

| Blason de Saint-Jean | Blason  | De gueules au comble abaissé à dextre d'argent, au soleil non figuré de sinople avec sa couronne rayonnante d'argent brochant sur le tout et à la croix pattée de huit pointes pommetées du champ, déportée à dextre et brochant sur l'ensemble. |
| Blason de Saint-Jean | Détails | Le statut officiel du blason reste à déterminer. |

| Blason de Saint-Jean-Lherm | Blason  | D'argent au pairle de sinople.                   |
| Blason de Saint-Jean-Lherm | Détails | Le statut officiel du blason reste à déterminer. |

| Blason de Saint-Jory | Blason  | D'or à un croissant de sinople.                  |
| Blason de Saint-Jory | Détails | Le statut officiel du blason reste à déterminer. |

| Blason de Saint-Julia | Blason  | D'azur à trois fleurs de lys d'or surmontées d'une salamandre d'argent. |
| Blason de Saint-Julia | Détails | Le statut officiel du blason reste à déterminer.                        |

| Blason de Saint-Julien-sur-Garonne | Blason  | Parti d'azur à une coquille d'argent et de gueules à quatre otelles d’argent adossées posées en sautoir ; au chef du troisième chargé de trois losanges du second. |
| Blason de Saint-Julien-sur-Garonne | Détails | Le statut officiel du blason reste à déterminer. |

| Blason de Saint-Léon | Blason  | De sinople à trois barres d'argent; au chef tiercé en pal d'azur à un coq contourné au naturel, de gueules à la croix cléchée, vidée et pommetée de douze pièces d'or, et d'argent au lion à la queue léopardée de gueules, la crinière d'or ; le tout enfermé dans une filière d'argent, le chef soutenu d'une divise du même chargée de l'inscription de sable «SAINT-LEON» combinée avec la filière. |
| Blason de Saint-Léon | Détails | Armes parlantes. (lion) Le statut officiel du blason reste à déterminer. |

| Blason de Saint-Loup-Cammas | Blason  | De sable à trois fasces d'argent.                |
| Blason de Saint-Loup-Cammas | Détails | Le statut officiel du blason reste à déterminer. |

| Blason de Saint-Lys | Blason  | D'azur à deux anges d'argent tenant une cloche du même, accompagnés de cinq fleurs de lys d'or, deux en chef et trois en pointe. |
| Blason de Saint-Lys | Détails | Armes parlantes. (fleurs de lys) Le statut officiel du blason reste à déterminer.                                                |

| Blason de Saint-Marcel-Paulel | Blason  | D'or au chef de sable.                           |
| Blason de Saint-Marcel-Paulel | Détails | Le statut officiel du blason reste à déterminer. |

| Blason de Saint-Marcet | Blason  | Écartelé: au 1 de gueules à quatre otelles d'argent adossées en sautoir, au 2 d'argent à la croix pattée et alésée de gueules, au 3 d'azur à une fleur de lis d'or, au 4 d'azur à une tour d'or ouverte du champ. |
| Blason de Saint-Marcet | Détails | Blason sur l'application PanneauPocket, 2023. |

| Blason de Saint-Martory | Blason  | De sable à un marteau au long manche d'argent posé en bande.                |
| Blason de Saint-Martory | Détails | Armes parlantes. (marteau) Le statut officiel du blason reste à déterminer. |

| Blason de Saint-Orens-de-Gameville | Blason  | Coupé: au 1er d'or à une croix retranchée et alésée en pointe de sable, à la Sainte Éponge sur son roseau en bande et la Sainte Lance en barre, passées en sautoir le tout du même et brochant sur la croix, au 2e parti au I d'argent à deux pals de gueules,au II de gueules à la croix cléchée, vidée et pommetée de douze pièces d'or. |
| Blason de Saint-Orens-de-Gameville | Détails | Le statut officiel du blason reste à déterminer. |

| Blason de Saint-Paul-sur-Save | Blason  | De France. |
| Blason de Saint-Paul-sur-Save | Détails | Rien ne justifie le port par cette ville des armes pleines de France, elles ne sont donc théoriquement pas valables et constituent une usurpation. |

| Blason de Saint-Pé-d'Ardet | Blason  | Tiercé en fasce de sinople, d'or et de gueules.  |
| Blason de Saint-Pé-d'Ardet | Détails | Le statut officiel du blason reste à déterminer. |

| Blason de Saint-Pierre | Blason  | De gueules au rocher d'argent surmonté de Saint Pierre d'or, la tête environnée d'une gloire aussi d'argent. |
| Blason de Saint-Pierre | Détails | Armes parlantes. Le statut officiel du blason reste à déterminer.                                            |

| Blason de Saint-Pierre-de-Lages | Blason  | Écartelé : au 1er de gueules à la croix cléchée, vidée et pommetée de douze pièces d’or, au 2d d’argent au clocher de l’église du lieu de gueules mouvant de la pointe, au 3e d’argent au chêne arraché de sinople englanté d’or, au 4e d’azur à deux clés d’or passées en sautoir. |
| Blason de Saint-Pierre-de-Lages | Détails | Le statut officiel du blason reste à déterminer. |

| Blason de Saint-Plancard | Blason  | Écartelé d'azur à la vache d'argent, et d'or à la barre de gueules. |
| Blason de Saint-Plancard | Détails | Le statut officiel du blason reste à déterminer.                    |

| Blason de Saint-Sauveur | Blason  | D'argent embrassé à senestre de sinople.         |
| Blason de Saint-Sauveur | Détails | Le statut officiel du blason reste à déterminer. |

| Blason de Saint-Sulpice-sur-Lèze | Blason  | Parti de France, et de gueules à la croix de Malte d'argent bordée d'or. |
| Blason de Saint-Sulpice-sur-Lèze | Détails | Le statut officiel du blason reste à déterminer.                         |

| Blason de Saint-Thomas | Blason  | Parti : au 1er d'azur à une dourne (cruche de tête) contournée d'or d'où meuvent deux épis de blé du même, le dextre posé en bande, le senestre plus petit et posé en barre, au chef cousu* de gueules chargé d'une croix cléchée, vidée et pommetée de douze pièces d'or, au 2d d'or à la façade de l'église du lieu de sable, ouverte et ajourée du champ. |
| Blason de Saint-Thomas | Détails | * Ces armes emploient le terme « cousu » dans le seul but de contrevenir à la règle de contrariété des couleurs : elles sont fautives (gueules sur azur). Le statut officiel du blason reste à déterminer. |

| Blason de Saint-Vincent | Blason  | D'azur à Saint Vincent d'argent, au chef cousu de gueules chargé d'un croissant d'or, accosté de deux étoiles aussi d'argent.                                                                                               |
| Blason de Saint-Vincent | Détails | * Ces armes emploient le terme « cousu » dans le seul but de contrevenir à la règle de contrariété des couleurs : elles sont fautives (gueules sur azur). Armes parlantes. Le statut officiel du blason reste à déterminer. |

| Blason de Sainte-Foy-d'Aigrefeuille | Blason  | Taillé d’argent à une croix cléchée et pommetée de douze pièces de sable remplie de gueules, et aussi d'argent à la branche de houx de sinople fruitée de gueules ; le trait du taillé et les bords de l'écu chargé d'un filet de sinople. |
| Blason de Sainte-Foy-d'Aigrefeuille | Détails | Le statut officiel du blason reste à déterminer. |

| Blason de Sainte-Foy-de-Peyrolières | Blason  | D'argent au coq hardi au naturel, soutenu de la date 1693 de sable, au chef de France ancien. |
| Blason de Sainte-Foy-de-Peyrolières | Détails | Le statut officiel du blason reste à déterminer.                                              |

| Blason de Salies-du-Salat | Blason  | D'or au sautoir de sinople, cantonné de quatre rocs d'échiquier du même. |
| Blason de Salies-du-Salat | Détails | Le statut officiel du blason reste à déterminer.                         |

| Blason de Salvetat-Saint-Gilles (La) | Blason  | De sinople à l'arbre d'or, au chef cousu* d'azur chargé de trois étoiles d'or. |
| Blason de Salvetat-Saint-Gilles (La) | Détails | * Ces armes emploient le terme « cousu » dans le seul but de contrevenir à la règle de contrariété des couleurs : elles sont fautives. Le statut officiel du blason reste à déterminer. |

| Blason de Sarrecave | Blason  | Coupé : au 1er parti au I de sinople à une couronne de laurier d'or, au II d'argent à la croix de gueules, au 2d de gueules à la croix cléchée, vidée et pommetée de douze pièces d'or. |
| Blason de Sarrecave | Détails | Le statut officiel du blason reste à déterminer. |

| Blason de Sarremezan | Blason  | Parti : au 1er d'or à un lévrier rampant de gueules, colleté du même et bouclé d'azur, au 2d d'azur à une épée basse d'argent ; le tout sommé d'un chef de gueules chargée de quatre otelles d'argent adossées en sautoir. |
| Blason de Sarremezan | Détails | Le statut officiel du blason reste à déterminer. |

| Blason de Saubens | Blason  | D'azur à la rivière d'argent en perspective coulant du flanc dextre, en fasce abaissée vers senestre, surmontée à dextre d'une croix cléchée et pommetée de douze pièces d'or remplie de gueules, et à senestre d'une façade d'église de gueules ouverte de trois baies d'argent rangées en fasce, la seconde et la troisième chargées d'une cloche d'azur, et surmontées d'une ouverture en demi-cercle de sable* ; aux deux épis de blé d'or brochant en pointe à dextre sur le tout ; à l'inscription en capitales d'or "SAUBENS" en chef. |
| Blason de Saubens | Détails | * Il y a là non-respect de la règle de contrariété des couleurs : ces armes sont fautives (sable sur gueules). Le statut officiel du blason reste à déterminer. |

| Blason de Sauveterre-de-Comminges | Blason  | D'argent au lion contourné de gueules.           |
| Blason de Sauveterre-de-Comminges | Détails | Le statut officiel du blason reste à déterminer. |

| Blason de Seilh | Blason  | Écartelé de gueules à la tour d'or, ouverte et ajourée de sable, et d'or à l'arbre arraché au naturel ; à la divise ondée d'azur brochant sur le trait du coupé de la partition. |
| Blason de Seilh | Détails | Le statut officiel du blason reste à déterminer. |

| Blason de Seysses | Blason  | Écartelé d'azur au lion d'argent, et de gueules à la gerbe de blé d'or[réf. nécessaire]. |
| Blason de Seysses | Détails | Le statut officiel du blason reste à déterminer.                                         |

Pas d'information pour les communes suivantes : Sabonnères, Saccourvielle, Saint-Araille, Saint-Cézert, Saint-Christaud (Haute-Garonne), Saint-Élix-Séglan, Saint-Ferréol-de-Comminges, Saint-Frajou, Saint-Germier (Haute-Garonne), Saint-Ignan, Saint-Lary-Boujean, Saint-Laurent (Haute-Garonne), Saint-Loup-en-Comminges, Saint-Mamet, Saint-Médard (Haute-Garonne), Saint-Michel (Haute-Garonne), Saint-Paul-d'Oueil, Saint-Pé-Delbosc, Saint-Rome, Saint-Rustice, Sainte-Livrade (Haute-Garonne), Sajas, Saleich, Salerm, Salles-et-Pratviel, Salles-sur-Garonne, La Salvetat-Lauragais, Saman (Haute-Garonne), Samouillan, Sana (Haute-Garonne), Saussens, Saux-et-Pomarède, Savarthès, Savères, Sédeilhac, Ségreville, Seilhan, Sénarens, Sengouagnet, Sepx, Seyre, Signac (Haute-Garonne), Sode, Soueich
- Haut – A
- B
- C
- D
- E
- F
- G
- H
- I
- J
- K
- L
- M
- N
- O
- P
- Q
- R
- S
- T
- U
- V
- W
- X
- Y
- Z

## T
| Blason de Tarabel | Blason  | Échiqueté d'argent et de sable.                  |
| Blason de Tarabel | Détails | Le statut officiel du blason reste à déterminer. |

| Blason de Thil | Blason  | D’or au tilleul terrassé de sinople surmonté d’un nuage d’argent chargé d’une étoile de gueules accostée de deux aquilons affrontés du champ.                                                    |
| Blason de Thil | Détails | * Il y a là non-respect de la règle de contrariété des couleurs : ces armes sont fautives (or sur argent... sur or). Armes parlantes. (tilleul) Le statut officiel du blason reste à déterminer. |

| Blason de Toulouse | Blason  | De gueules à la croix cléchée, vidée, pommetée de douze pièces d'or, sur une vergette du même, accompagnée en pointe d'un agneau passant d'argent, la tête nimbée et contournée, brochant sur la vergette, la croix accostée à dextre d'un château d'argent donjonné de trois tours, et à sénestre de la basilique du lieu du même ; au chef de France ancien. |
| Blason de Toulouse | Détails | Le statut officiel du blason reste à déterminer. |

| Blason de Tournefeuille | Blason  | Tranché : au 1er d'azur à deux clefs d'or passées en sautoir, au 2e de sinople à la chapelle muette d'argent ; à la bande du même brochant sur la partition et chargée de deux coquilles de pourpre, l'une en chef, l'autre en pointe, posées à plomb ; sur le tout, de gueules à la croix cléchée, vidée et pommetée de douze pièces d'or. |
| Blason de Tournefeuille | Détails | Le statut officiel du blason reste à déterminer. |
| Blason de Tournefeuille | Alias   | Écartelé de gueules au lion d'or chargé d'une fasce d'azur, accompagné de trois étoiles du second ; et d'un coupé d'azur au lion d'argent lampassé de gueules, et d'un bandé d'or et de gueules de six pièces. Blason de l'Armorial d'Hozier, aujourd'hui porté par la ville de Gragnargue.                                                 |

| Blason de Toutens | Blason  | D'argent au pigeon d'azur.                       |
| Blason de Toutens | Détails | Le statut officiel du blason reste à déterminer. |

Pas d'information pour les communes suivantes : Terrebasse, Touille, Les Tourreilles, Trébons-de-Luchon, Trébons-sur-la-Grasse
- Haut – A
- B
- C
- D
- E
- F
- G
- H
- I
- J
- K
- L
- M
- N
- O
- P
- Q
- R
- S
- T
- U
- V
- W
- X
- Y
- Z

## U
| Blason de Union (L') | Blason  | De gueules à la bande de sable chargée d'une foi d'argent et d'or, accompagnée en chef d'une croix cléchée et pommetée de douze pièces d'or, en pointe d'une croix de Malte d'argent.                                     |
| Blason de Union (L') | Détails | * Il y a là non-respect de la règle de contrariété des couleurs : ces armes sont fautives (sable sur gueules). Armes parlantes. (l'union est ici représentée par la foi) Le statut officiel du blason reste à déterminer. |

Pas d'information pour les communes suivantes : Urau
- Haut – A
- B
- C
- D
- E
- F
- G
- H
- I
- J
- K
- L
- M
- N
- O
- P
- Q
- R
- S
- T
- U
- V
- W
- X
- Y
- Z

## V
| Blason de Vacquiers | Blason  | Échiqueté de cinq tires de quatre points d'argent et de gueules, les points 1, 8 et 19 étant d'or et chargés chacun d'un tourteau de sable. |
| Blason de Vacquiers | Détails | Le statut officiel du blason reste à déterminer.                                                                                            |
| Blason de Vacquiers | Alias   | Échiqueté d'argent et de gueules. Blason de l'Armorial d'Hozier.                                                                            |

| Blason de Valentine | Blason  | Tiercé en chevron de gueules, d'argent et de sinople. |
| Blason de Valentine | Détails | Le statut officiel du blason reste à déterminer.      |

| Blason de Vallègue | Blason  | D'or à un croissant de sable.                    |
| Blason de Vallègue | Détails | Le statut officiel du blason reste à déterminer. |

| Blason de Vallesvilles | Blason  | De gueules à la croix cléchée, vidée et pommetée de douze pièces d'or, soutenue de deux épées d'argent versées posées en chevron versé et ferues chacune dans un manteau d'azur. |
| Blason de Vallesvilles | Détails | Créé par JF Binon. Site de l'Annuaire des Collectivités, 2025. |

| Blason de Varennes | Blason  | Échiqueté d'azur et d'or.                        |
| Blason de Varennes | Détails | Le statut officiel du blason reste à déterminer. |

| Blason de Vaudreuille | Blason  | D'argent au lion de gueules accompagné de huit écussons de gueules à la fasce d'argent ordonnés en orle. |
| Blason de Vaudreuille | Détails | Le statut officiel du blason reste à déterminer.                                                         |

| Blason de Vaux | Blason  | D'azur à une cloche d'or.                        |
| Blason de Vaux | Détails | Le statut officiel du blason reste à déterminer. |

| Blason à dessiner | Blason  | Parti: au 1er d'or à deux fasces ondées d'azur, au 2e de sinople à deux maisons avec une dépendance accolée à senestre, d'argent, essorées de gueules, l'une au-dessus de l'autre; le tout sommé d'un chef de gueules chargé à dextre d'une crois cléchée, vidée et pommetée de douze pièces d'or senestrée de l'inscription « VENDINE » en lettres capitales d'argent. |
| Blason à dessiner | Détails | Le statut officiel du blason reste à déterminer. |

| Blason de Venerque | Blason  | D'argent au pairle d'azur.                       |
| Blason de Venerque | Détails | Le statut officiel du blason reste à déterminer. |

| Blason de Verfeil | Blason  | D'argent à un figuier de sinople posé sur une terrasse du même. |
| Blason de Verfeil | Détails | Le statut officiel du blason reste à déterminer.                |

| Blason de Vernet | Blason  | D'or à deux bandes d'azur.                       |
| Blason de Vernet | Détails | Le statut officiel du blason reste à déterminer. |

| Blason de Vieillevigne | Blason  | D'argent à une losange de sinople.               |
| Blason de Vieillevigne | Détails | Le statut officiel du blason reste à déterminer. |

| Blason de Vieille-Toulouse | Blason  | Fascé d'argent et de sinople.                    |
| Blason de Vieille-Toulouse | Détails | Le statut officiel du blason reste à déterminer. |

| Blason de Vignaux (Haute-Garonne) | Blason  | Parti d'un coupé de gueules au château d’or ouvert et ajouré de sable sur un mont d’argent, et de sinople à la branche de vigne feuillée et fruitée d’or ; et d'un tiercé en fasce d’azur semé de fleurs de lys d’argent, de gueules à la lettre V capitale d’argent, et d’azur à deux pals d’argent. |
| Blason de Vignaux (Haute-Garonne) | Détails | Armes parlantes. (vigne) Le statut officiel du blason reste à déterminer. |

| Blason de Vigoulet-Auzil | Blason  | Parti de gueules au crosseron d'or, au chef cousu* d'azur chargé de trois poissons d'argent posés en pal ; et d'argent à une feuille de chêne de sinople.                                                  |
| Blason de Vigoulet-Auzil | Détails | * Ces armes emploient le terme « cousu » dans le seul but de contrevenir à la règle de contrariété des couleurs : elles sont fautives (azur sur gueules). Le statut officiel du blason reste à déterminer. |

| Blason de Villariès | Blason  | D'argent embrassé à senestre de sable.           |
| Blason de Villariès | Détails | Le statut officiel du blason reste à déterminer. |

| Blason de Villate | Blason  | D’argent flanqué en pal d’azur, l’argent chargé en chef à dextre d’une mitre senestrée d’une crosse le tout d’or, à senestre d’un pigeonnier du champ maçonné et essoré de gueules, en pointe à dextre d’un platane au naturel et à senestre de trois épis de blé empoignés aussi d’or avec une tige de centaurée jacée fleurie au naturel, le tout surmonté d’un listel d’argent bordé aussi de gueules et chargé de l’inscription en lettres capitales du même VILLATE brochant[réf. nécessaire]. |
| Blason de Villate | Détails | * Il y a là non-respect de la règle de contrariété des couleurs : ces armes sont fautives (or sur argent). Le statut officiel du blason reste à déterminer. |

| Blason de Villaudric | Blason  | Écartelé : au 1er d'or à Nôtre-Dame-à-l'Enfant de carnation, vêtus d'argent, au 2d d'azur à la pêche feuillée de deux pièces au naturel, au 3e d'azur au coq hardi d'argent crêté et barbé de gueules, au 4e d'or à la grappe de raisin de sable* feuillée de sinople. |
| Blason de Villaudric | Détails | Il n'est pas certain que la grappe de raisin au 4e soit de sable et non de pourpre et couleur de la tige. Le statut officiel du blason reste à déterminer. |

| Blason de Villefranche-de-Lauragais | Blason  | De gueules à la croix cléchée, vidée et pommetée de douze pièces d'or, accompagnée de deux tours d'argent maçonnées de sable, au chef de France. |
| Blason de Villefranche-de-Lauragais | Détails | Le statut officiel du blason reste à déterminer.                                                                                                 |

| Blason de Villematier | Blason  | D'or à la cotice ondée en barre d'azur, accompagnée, en chef, de deux pampres de vigne au naturel rangés en barre et, à l'angle dextre du chef, de la mairie-école du lieu de gueules, ouverte et ajourée d'argent et, en pointe, du pigeonnier du lieu de gueules, ajouré de sable et d'un ormeau au naturel, rangés en barre. |
| Blason de Villematier | Détails | Adopté le 24 juillet 2012. |

| Blason de Villemur-sur-Tarn | Blason  | De gueules à fasce crénelée d'argent, maçonnée de sable, surmontée d'un croissant d'argent et accompagnée de trois étoiles d'or ; au chef de France. |
| Blason de Villemur-sur-Tarn | Détails | Armes parlantes. Le statut officiel du blason reste à déterminer.                                                                                    |

| Blason de Villeneuve-lès-Bouloc | Blason  | Écartelé : au 1er d’azur au lion d’or armé et lampassé de gueules, au 2d d’or au coq de sable crêté et barbé de gueules, au 3e de gueules à la bordure componée du même et d'or, à la bande haussée du même surchargée d'une bande d’azur brochant sur le tout ; au 4e de sable à neuf besants d’or ordonnés 3, 3 et 3. |
| Blason de Villeneuve-lès-Bouloc | Détails | Le statut officiel du blason reste à déterminer. |

| Blason de Villeneuve-Tolosane | Blason  | Écartelé d’argent à quatre otelles de sinople adossées et posées en sautoir, et de gueules à trois sceptres fleurdelysés d’or mal ordonnés ; au chef de France. Devise / Cri"Pietas et Justicia 1594" |
| Blason de Villeneuve-Tolosane | Détails | Le statut officiel du blason reste à déterminer. |

| Blason de Villenouvelle | Blason  | Parti d'azur à l'arbre arraché d'or et de gueules à trois étoiles d'or rangées en pal. |
| Blason de Villenouvelle | Détails | Le statut officiel du blason reste à déterminer.                                       |

Pas d'information pour les communes suivantes : Valcabrère, Villeneuve-de-Rivière, Villeneuve-Lécussan